# Nowa Oranżeria (Sanssouci)
Nowa Oranżeria (niem. Orangerieschloss, Neue Orangerie) – neorenesansowy budynek łączący funkcję oranżerii i mieszkalnego pałacu, znajdujący się w Poczdamie, w północnej części parku Sanssouci. Jest ostatnim i zarazem największym budynkiem pałacowym wybudowanym w parku Sanssouci. Powstał na zlecenie i w oparciu o szkice Fryderyka Wilhelma IV w latach 1851-1864 według projektu architektów Ludwiga Persiusa, Friedricha Augusta Stülera i Ludwiga Ferdinanda Hessego.
Nowa Oranżeria należy do grupy pałaców i zespołów parkowych w Poczdamie i Berlinie wpisanych w 1990 roku na listę światowego dziedzictwa UNESCO. Obecnie gmach jest własnością Fundacji Pruskie Pałace i Ogrody Berlina-Brandenburgii (niem. Stiftung Preußische Schlösser und Gärten Berlin-Brandenburg).

## Historia

### Projekt Höhenstraße

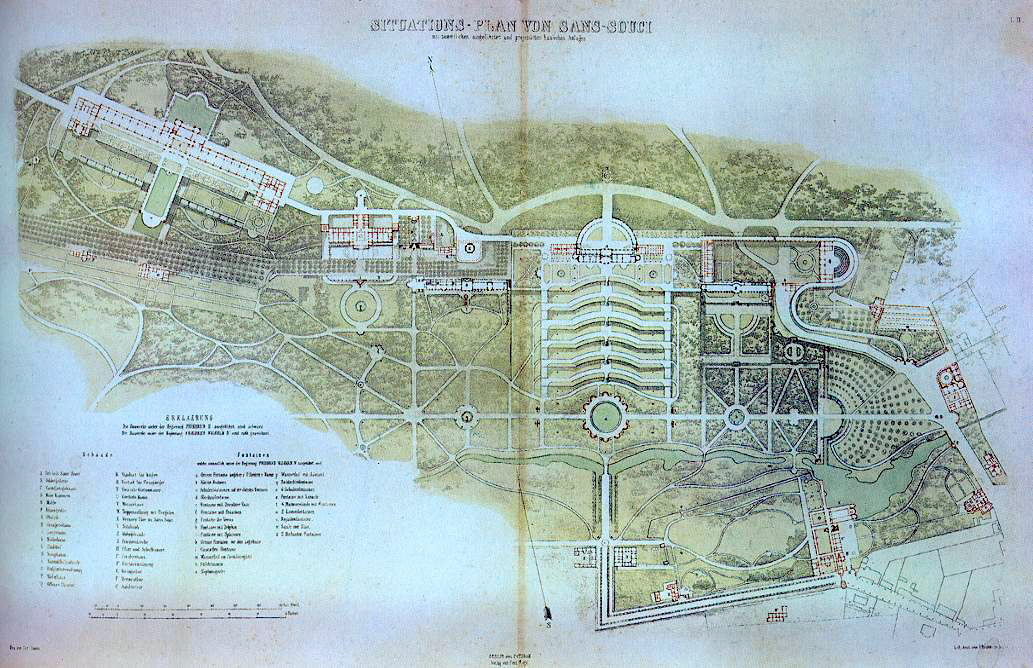
Carl Hesse, projekt Höhenstraße, przed 1854 rokiem

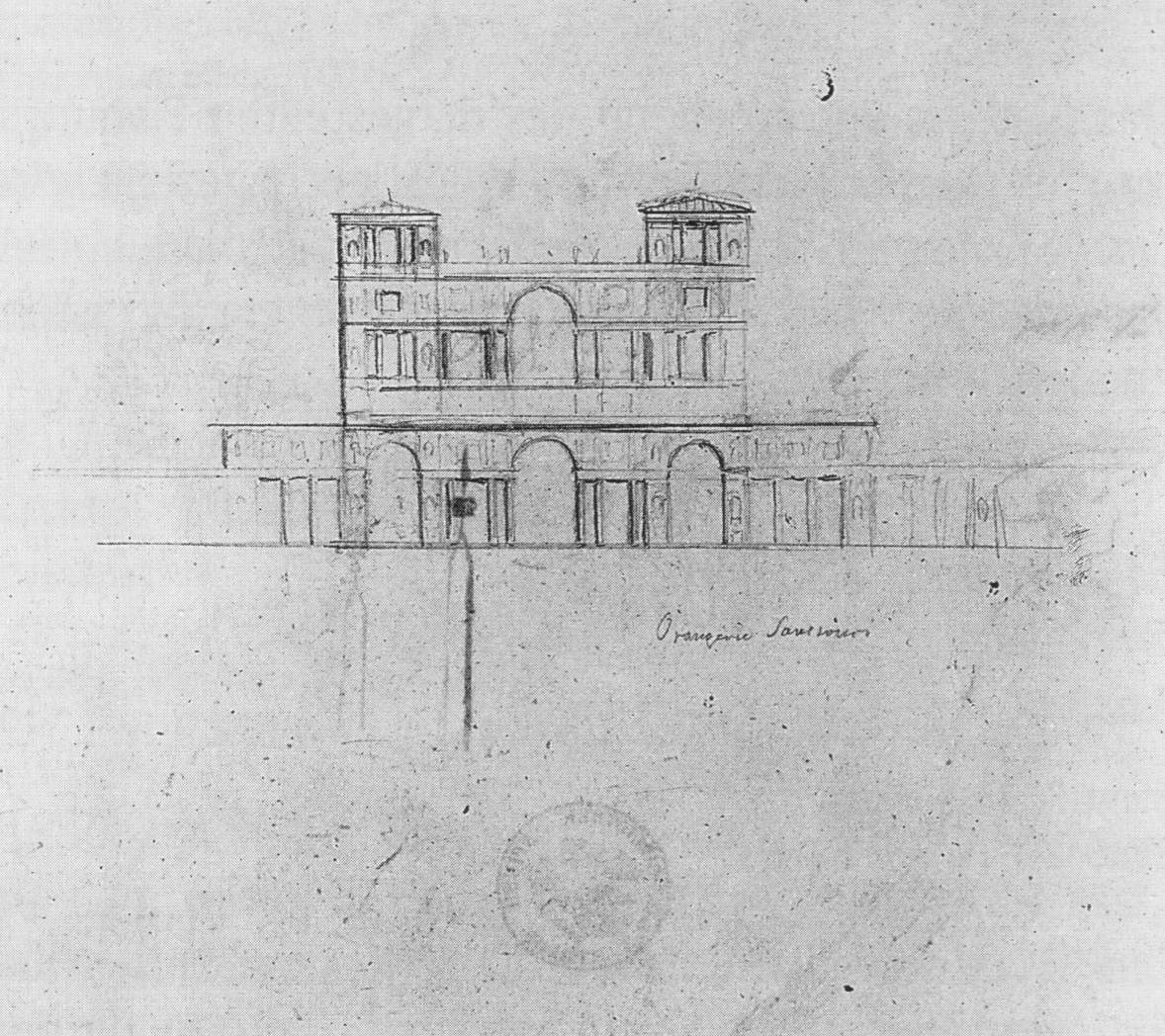
Szkic oranżerii Fryderyka Wilhelma IV

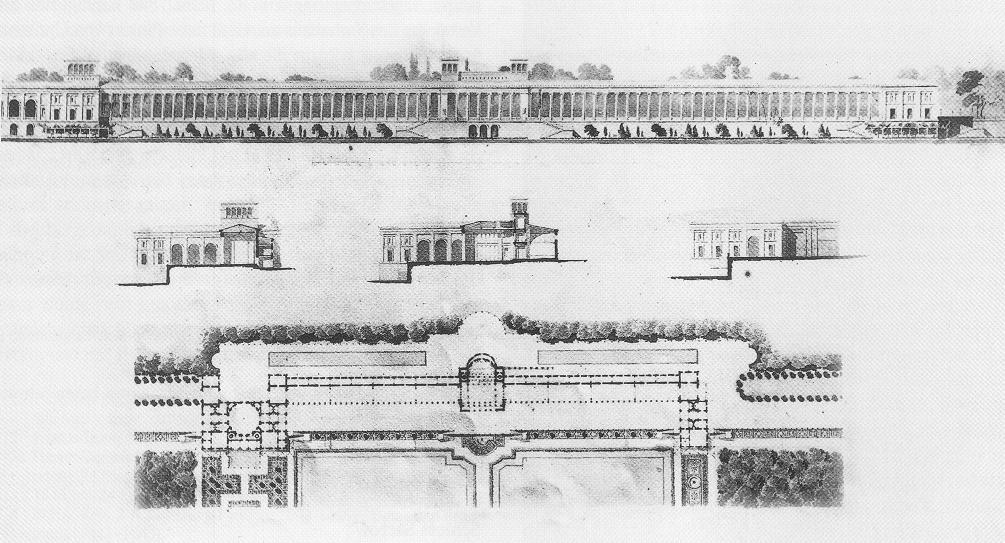
Ludwig Persius, projekt Oranżerii 1840–1843

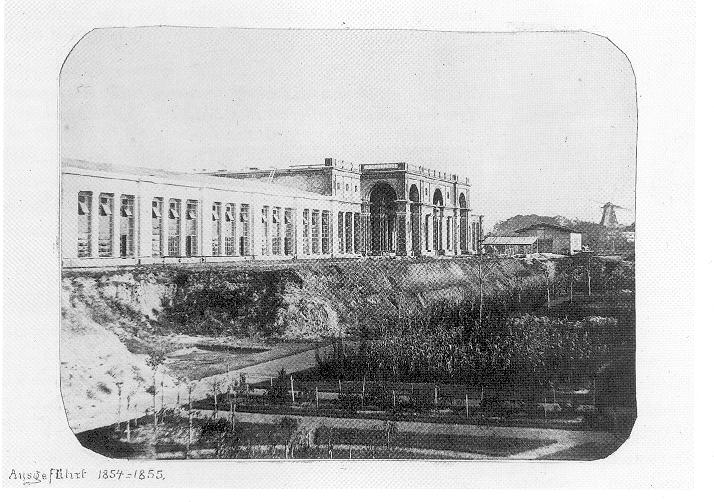
Oranżeria w 1855 roku

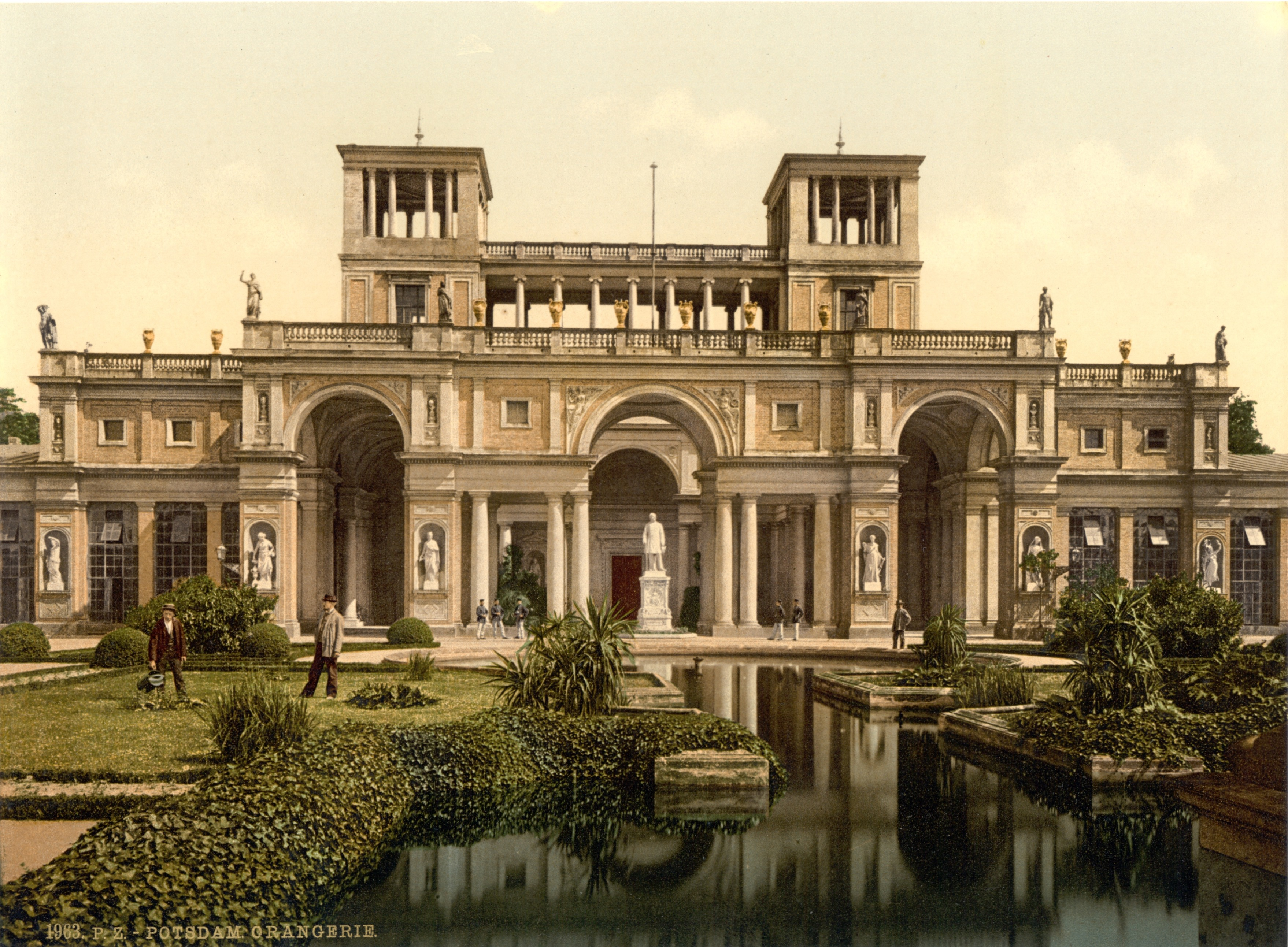
Oranżeria około 1900 roku

Budowa pałacu związana była z projektem dwukilometrowej drogi Höhenstraße, zwanej też Triumphstraße, wzorowanej na rzymskiej via triumphalis. Droga miała zostać wytyczona pomiędzy Bramą Triumfalną (niem. Triumphtor) u podnóża wzniesienia Mühlenberg (przy dzisiejszej Schopenhauerstraße), poprzez cour d’honneur po północnej stronie pałacu Sanssouci, obok Historycznego Młyna, aż do belwederu na wzgórzu Klausberg w północno-zachodniej części parku Sanssouci. W związku z budową nowej drogi planowano wznieść szereg nowych obiektów, takich jak wiadukty czy ogrody tarasowe, a także budowle w stylu włoskim: świątynię ku czci Fryderyka II na wzniesieniu Mühlenberg oraz pałac-oranżerię na wzniesieniu Bornstedter Höhenzug w północnej części parku Sanssouci. W pałacu, obok cieplarnianych roślin doniczkowych, miała znaleźć się kolekcja kopii obrazów Rafaela Santiego zgromadzona przez ojca Fryderyka Wilhelma IV – Fryderyka Wilhelma III.   
Prace nad projektem opóźniały się z powodu przeciągających się pertraktacji z właścicielami gruntów na wzniesieniu Bornstedter Höhenzug (1842–1847). Plany Höhenstraße zrealizowano jedynie połowicznie. Przyczyniły się do tego: brak wystarczających środków finansowych, niepokoje społeczno-polityczne zakończone rewolucją marcową w 1848 roku oraz choroba króla-pomysłodawcy (1858). Powstała Brama Triumfalna, dom młynarza przy Historycznym Młynie, Ogród Sycylijski (niem. Sizilianischer Garten) i Ogród Nordycki (niem. Nordischer Garten), oraz Nowa Oranżeria.

### Szkice Fryderyka Wilhelma IV
Fryderyk Wilhelm IV studiował architekturę włoskiego renesansu jeszcze w czasach książęcych. W jego bibliotece znajdowały się dwie znaczące publikacje na ten temat: Choix des plus célèbres maisons de plaisance de Rome et de ses environs pióra francuskich architektów Charlsa Perciera i Pierre’a Fontaine’a (Paryż, 1809) oraz Architecture Toscane autorstwa Augusta Henriego Victora Grandjeana de Montigny oraz Augusta Pierre’a Sainte Marie Famina (Paryż, 1815). Wilhelm pracował nad projektem wielkiej oranżerii, o czym świadczy szkic z 1826 roku sporządzony przy okazji budowy pałacu Charlottenhof.
W czasie swojej pierwszej podróży do Włoch w 1828 roku Fryderyk Wilhelm IV sporządził szereg szkiców, które posłużyły do opracowania planu nowego pałacu. Jesienią 1829 roku Fryderyk Wilhelm IV rozpoczął rysowanie planów samodzielnej oranżerii. Pałacowa fasada z dwiema wydatnymi wieżami wzorowana była m.in. na willach Pamfili i Medici. 300-metrowe skrzydła pałacu przywołują na myśl florencką Galerię Uffizi.   
W 1840 roku Ludwig Persius sporządził projekt pałacu na bazie szkiców Wilhelma IV. Wiele z rysunków nie jest podpisanych, jednak przypisywane są one Persiusowi na podstawie zapisków w prowadzonym przezeń dzienniku w okresie od 12 października 1840 roku do 25 września 1843 roku. Architekt zaprojektował podłużną budowlę z frontonem wspartym na kolumnach, dwoma wieżami i podestem po stronie południowej oraz półokrągłą, wysuniętą na zewnątrz częścią środkową po stronie północnej. Po obydwu stronach wież umieszczono szklarnie, za którymi znajdowały się zróżnicowane architektonicznie skrzydła pałacu. Persius nie doczekał rozpoczęcia prac budowlanych, zmarł w 1845 roku. Na życzenie monarchy plany Persiusa odnoszące się do elewacji zewnętrznych zostały zmienione przez Stülera i Hessego.   

### Budowa
Po nabyciu gruntów Peter Joseph Lenné rozpoczął prace ziemne, nad którymi pieczę przejął później Gustav Mayer. Na przełomie 1848 i 1849 roku teren na Bornstedter Höhenzug został wyrównany, po północnej stronie powstał staw, a na południowych stokach urządzono tarasy. W 1850 roku projekt budowy oranżerii powierzono Augustowi Stülerowi oraz Ferdinandowi Hessemu. W 1851 roku stanęła pierwsza szklarnia po stronie zachodniej, chociaż król nie zatwierdził jeszcze projektu końcowego. Na przełomie 1852 i 1853 roku przechowywano w szklarni pierwsze rośliny. W 1853 roku rozpoczęto prace nad częścią środkową, która powstawała według projektu wzorującego się na architekturze willi rzymskich Medici i Doria Pamphili, preferowanego przez Wilhelma IV. W 1858 roku ukończono elewacje budynku. Stüler zajęty pracami nad zamkiem w Schwerinie i budową gmachu Nowego Muzeum w Berlinie, oparł projekt oranżerii w dużej mierze na szkicach Wilhelma IV, pozostawiając dekoracje i projekt wnętrz w gestii Ludwiga Ferdinanda Hessego. W latach 1854–1856 wzniesiono drugą szklarnię po stronie wschodniej.
W październiku 1858 roku schorowany Wilhelm IV przekazał władzę swojemu bratu Wilhelmowi, spędzając zimę we Włoszech, gdzie zakupił wiele dzieł sztuki dla nowej oranżerii. Przez wyjazdem wydał dyspozycje odnośnie do dalszych prac budowlanych na Bornstedter Höhenzug. W momencie śmierci monarchy w 1861 roku wschodni pawilon narożny został oddany w stanie surowym, zaś budowa pawilonu zachodniego jeszcze się nie rozpoczęła. Pałac ukończono w 1864 roku za panowania następcy Fryderyka Wilhelma IV – Wilhelma I. Prace nad fasadą oraz tarasami przeciągnęły się do 1870 roku.
Budynek pełnił funkcję oranżerii – przechowywano tu zimą egzotyczne rośliny doniczkowe, wystawiane latem w parku Sanssouci. Oprócz tego w pałacu urządzono galerię malarstwa – w Sali Rafaela wystawiono ponad 50 kopii dzieł mistrza. Ponadto w pałacu znajdowały się także apartamenty mieszkalne, w których kwaterowano królewskich gości. W 1859 roku zatrzymała się tu siostra króla i wdowa po carze Rosji Mikołaju I, Aleksandra Fiodorowna, urodzona jako Charlotta Pruska. W 1883 roku w pałacu gościł król Rumunii Karol I, w 1889 roku szach Persji Naser ad-Din Szah Kadżar, a w 1892 roku król Włoch Humbert I.

### XX wiek
Po zakończeniu I wojny światowej i abdykacji Wilhelma II w 1918 roku majątek Hohenzollernów został skonfiskowany przez rząd. Po uchwaleniu ustawy O ułożeniu stosunków majątkowych pomiędzy państwem pruskim a członkami dawniej panującego pruskiego domu królewskiego 26 października 1926 roku Nowa Oranżeria przeszła w posiadanie państwa pruskiego, a następnie pod opiekę utworzonego w 1927 roku Zarządu Państwowych Pałaców i Ogrodów (niem. Verwaltung der Staatlichen Schlösser und Gärten), obecnej Fundacji Pruskich Pałaców i Ogrodów Berlina-Brandenburgii (niem. Stiftung Preußische Schlösser und Gärten Berlin-Brandenburg). Szklarnie nadal były używane do przechowywania egzotycznych roślin doniczkowych; Sala Rafaela wraz z sąsiadującymi pokojami stała się muzeum pałacowych wnętrz, udostępnionym zwiedzającym; a w pawilonach narożnych urządzono mieszkania, które wynajmowano. Na początku lat 30. XX wieku jednym z wynajmujących był pianista i kompozytor Wilhelm Kempff. Mieszkał tu również historyk sztuki, od 1937 roku dyrektor berlińskiej Galerii Narodowej Paul Ortwin Rave.
Pomimo silnych ostrzałów artyleryjskich pod koniec II wojny światowej w kwietniu 1945 roku pałac nie został zniszczony, choć sąsiednie budowle, m.in. Historyczny Młyn na wschodzie czy Belweder na wzgórzu Klausberg na zachodzie uległy destrukcji. W 1949 roku do wschodniej szklarni wprowadziło się Archiwum Brandenburgii (niem. Landesarchiv Brandenburg), obecnie Główne Archiwum Brandenburgii (niem. Brandenburgisches Landeshauptarchiv). W 1989, 1993 i 2003 roku konieczne było przeniesienie części rozrastającego się archiwum do innego budynku w Poczdamie-Bornim. W szklarni zachodniej nadal przechowywane są rośliny doniczkowe, których liczba osiągnęła stan z czasów Fryderyka Wilhelma IV.
Po przeprowadzeniu intensywnych prac renowacyjnych w 1993 roku, część pomieszczeń została zaadaptowana na biura i magazyny. Już od 1970 roku w wieży urządzane są wystawy czasowe, a w pawilonie zachodnim udostępniane są dalsze powierzchnie wystawiennicze oraz mieszkania. Perystyl oraz najwyższy taras stanowią miejsce koncertowe podczas poczdamskich festiwali muzycznych. W czerwcu 2003 roku posłużyły jako plan zdjęciowy do filmu W 80 dni dookoła świata, w listopadzie 2003 kręcono tu sceny do filmu Wielkie życie, a w 2008 do nowej ekranizacji powieści Simmela Und Jimmy ging zum Regenbogen.

## Architektura

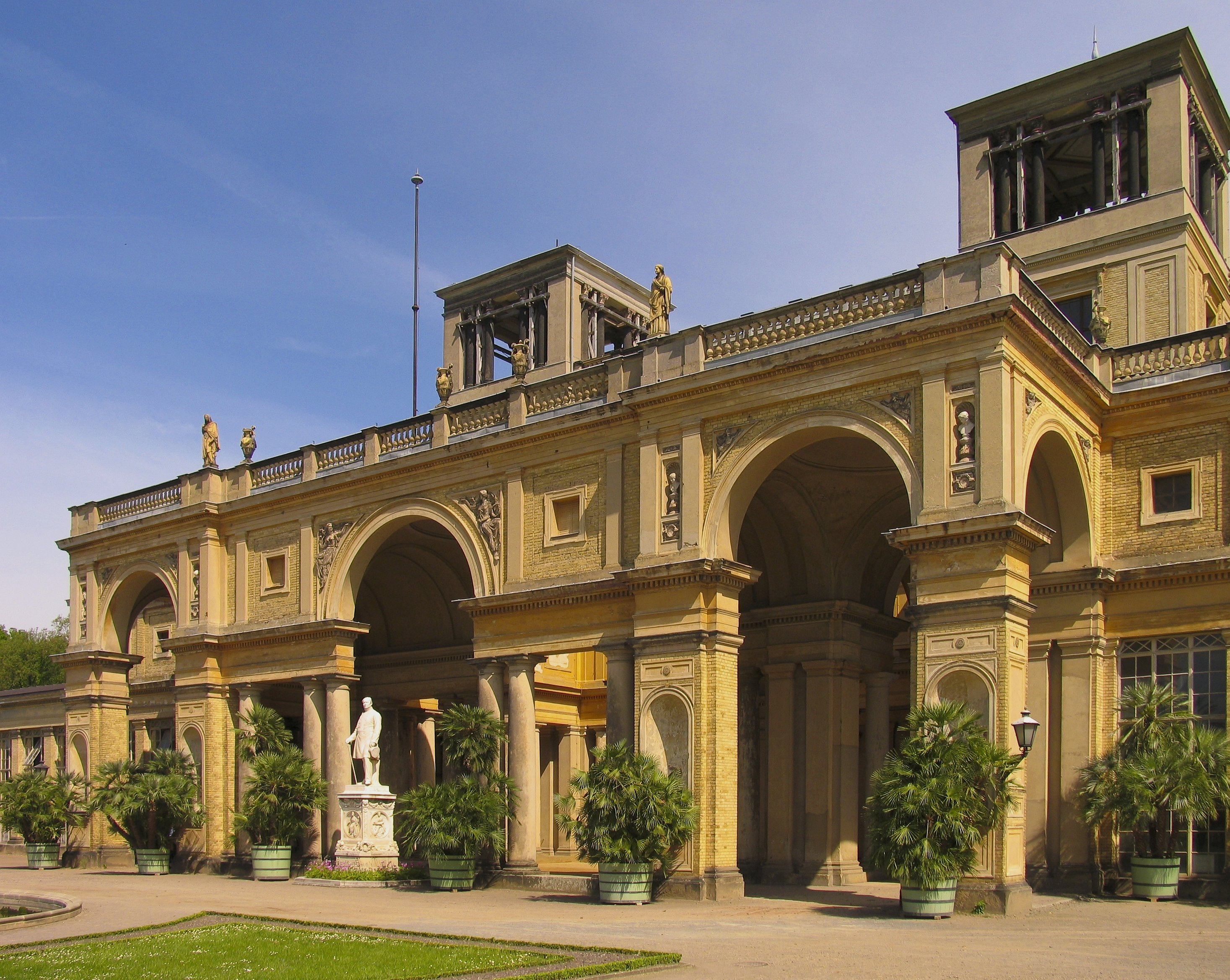
Korpus środkowy, strona południowa

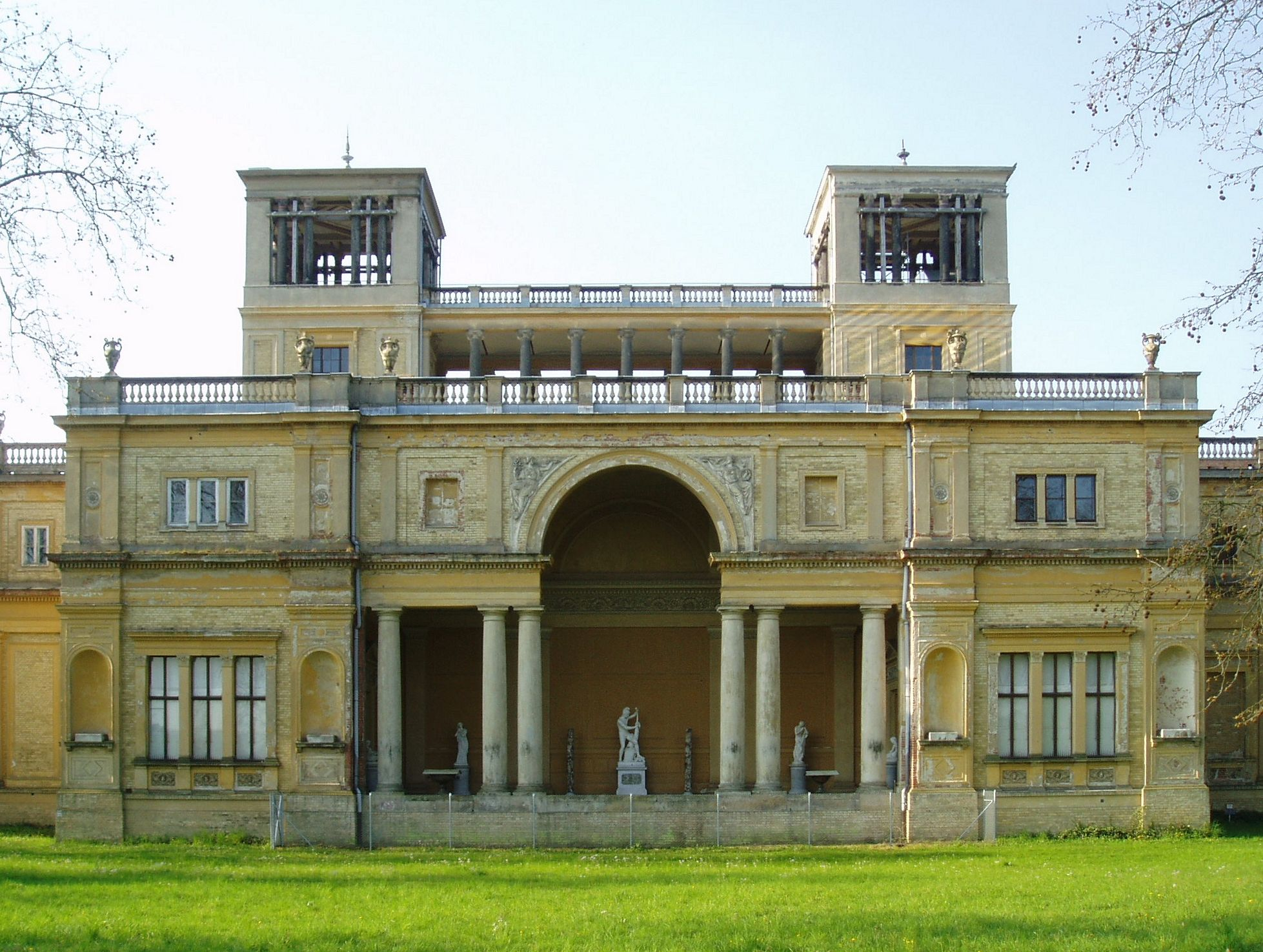
ranżeria, strona północna z herbaciarnią

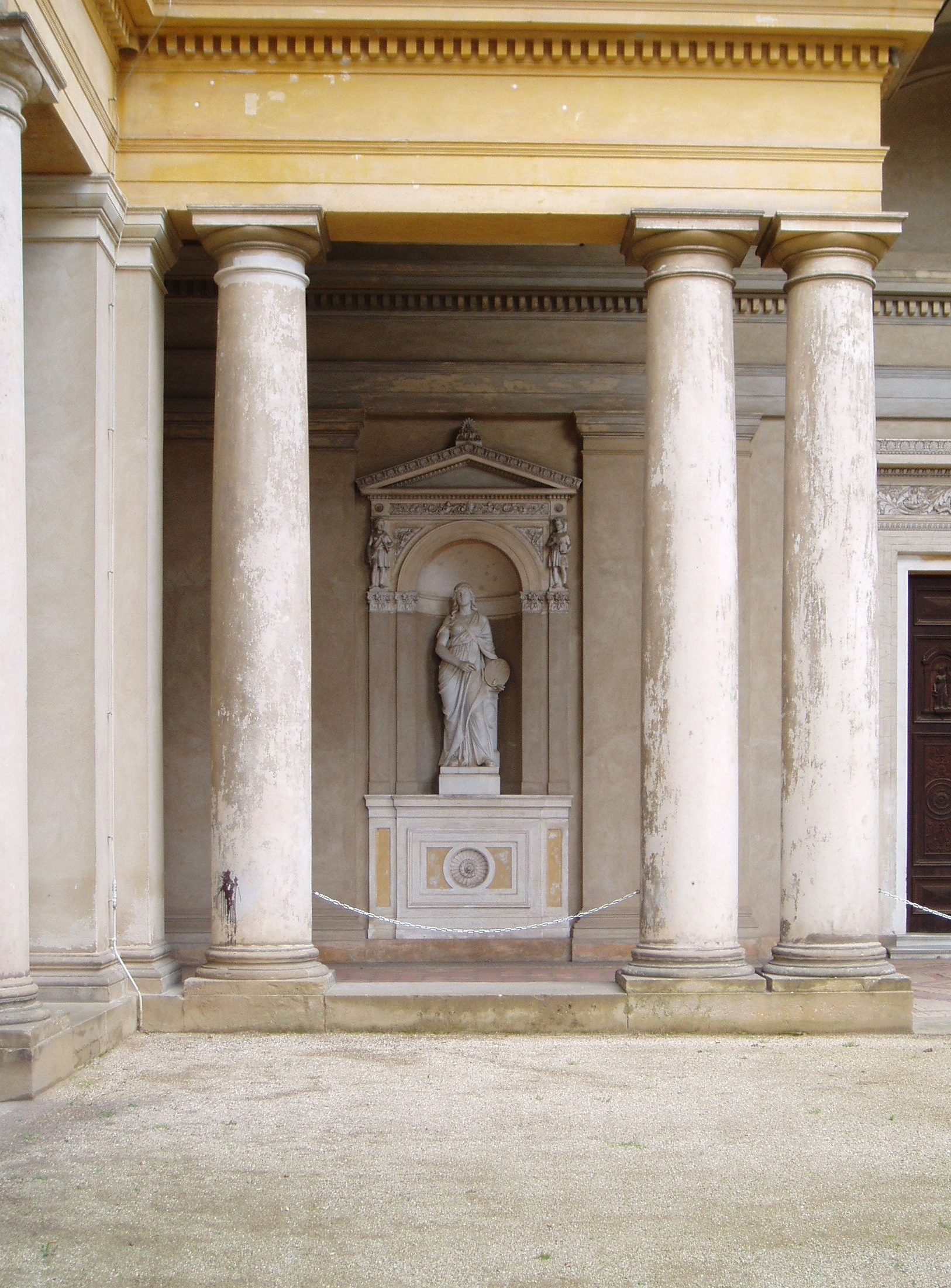
Alegoria „Malarstwa”

### Architektura form zewnętrznych
Stüler sporządził projekt oddający w dużej mierze początkowe idee Persiusa. Jednak poprzez dodanie elementów neorenesansowych budowla zyskała nową jakość stylistyczną. Oranżeria ma 304 m długości i jest najdłuższą budowlą w parku Sanssouci.
Podwójne wieże korpusu środkowego otrzymały po południowo-zachodniej stronie perystyl, dziedziniec otoczony kolumnadą (niem. Säulenhof) z elementem portalowym z trzema wysokimi otworami o łagodnych łukach, z których środkowy prezentuje okno weneckie (motyw Palladio). Motyw ten powtarza się po stronie południowo-zachodniej oraz po stronie północno-wschodniej na dwupiętrowej loggii zamykającej budowlę – pokoju herbacianym. Wieże zwieńczone belwederami, pokryte płaskim, cynkowym dachem namiotowym, połączone są kolumnadą, skąd roztacza się widok na park Sanssouci na południu i na Bornstedt na północy. Budynek obiega balustrada dachowa z elementów figuralnych w stylu antycznym z cynku i terakoty. Rzeźby powstały w warsztacie rzeźbiarskim Ernsta Marcha i odlewniczym Friedricha Kahle. Udekorowanie fasady licznymi rzeźbami nastąpiło po śmierci Fryderyka Wilhelma IV na życzenie jego brata Wilhelma I.
Do elementu z dwoma wieżami i portalu dochodzą z obydwu stron trójosiowe przybudówki z parterem i półpiętrem. W południowej części parter staje się częścią sąsiadujących szklarni. Parter i pierwsze piętro zajmuje sala Rafaela (niem. Raffaelssaal), wokół której zgrupowano pięć bogato wyposażonych pokoi. W północnej części korpusu środkowego urządzono apartamenty mieszkalne.
Do wnętrza budynku prowadzą dwuskrzydłowe drzwi na ścianie południowej. Z każdej strony środkowego wejścia, prowadzącego do Sali Rafaela, znajdują się edykuły, nisze z kobiecymi posągami symbolizującymi malarstwo (kobieta z paletą) oraz rzeźbę (kobieta z młotkiem i głową Zeusa z Otrikoli). Rzeźby wykonał w 1868, działający wówczas w Rzymie, Moritz Schulz. Dwoje bocznych drzwi prowadzi na klatkę schodową. Z obydwu ich stron na wysokich kolumnach stoją wazy oplecione przez węże.
Południowo-zachodni portal zdobią cztery nisze z kobiecymi posągami symbolizującymi sztukę ogrodową (podlewającą kwiaty) i sztukę budowlaną (z planami i kątomierzem) dłuta Eduarda Stützla, na podstawie modeli Alberta Wolfa. W południowo-wschodnim portalu umieszczono rzeźby przedstawiające przemysł (z kołem zębatym, obcęgami, młotkiem i ulem) i naukę (z książką), wykonane przez Eduarda Mayera i pokazane na berlińskiej wystawie sztuki w 1872. Sztukaterie na fasadzie są dziełem Friedricha Wilhelma Dankberga.
Perystyl zdobią tondi przedstawiające cztery pory roku, a fasadę portalu terakotowe imitacje antycznych głów. Nisze ścienne po stronie północnej korpusu środkowego wypełniają rzeźby pór dnia (od wschodu do zachodu): poranka, dnia, wieczoru i nocy, zaprojektowane przez Moritza Schulza w 1870.
Większość marmurowych rzeźb wystawionych w loggii zostało zakupionych przez Fryderyka Wilhelma IV podczas jego wyprawy do Włoch, zdobiło wcześniej pałac Sanssouci lub Galerię Malarstwa. Rzeźbę Amora siedzącego na żółwiu z 1858 zakupił Fryderyk w Rzymie u Wilhelma Rudolfa Henkelmann, zwanego Rudolfem Piehlem. Posąg Wenus, dłuta Eduarda Mayera z 1859, został również kupiony przez Fryderyka. Rzeźbę Malującej się dziewczyny autorstwa Emila Wolffa z 1855 zakupił król rok później – rzeźba była wystawiona na berlińskiej wystawie w 1871. Rzeźbę Dawida zamówił Fryderyk w 1852 u Karla Heinricha Möllera, który wystawił posąg jeszcze w tym samym roku na wystawie sztuki. Rzeźba stała pierwotnie w Galerii Malarstwa i została przeniesiona do loggii w 1861. Podobnie rzeźba Flachsbinderin dłuta Juliusa Troschla z 1851. Wykonana w 1844 przez Carla Johanna Steinhäusera rzeźba Knöchelspieler uległa zniszczeniu.

#### Szklarnie

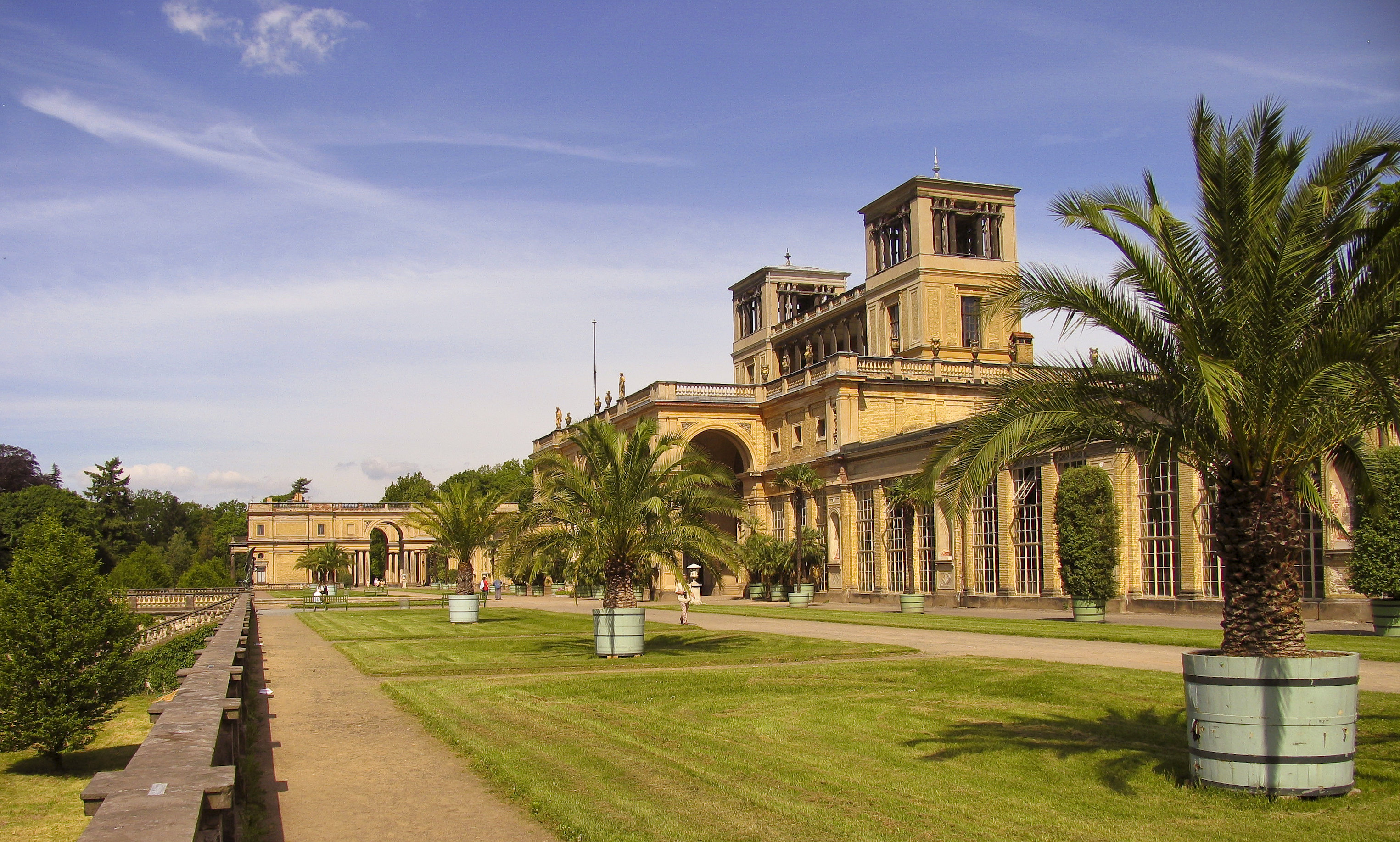
Taras

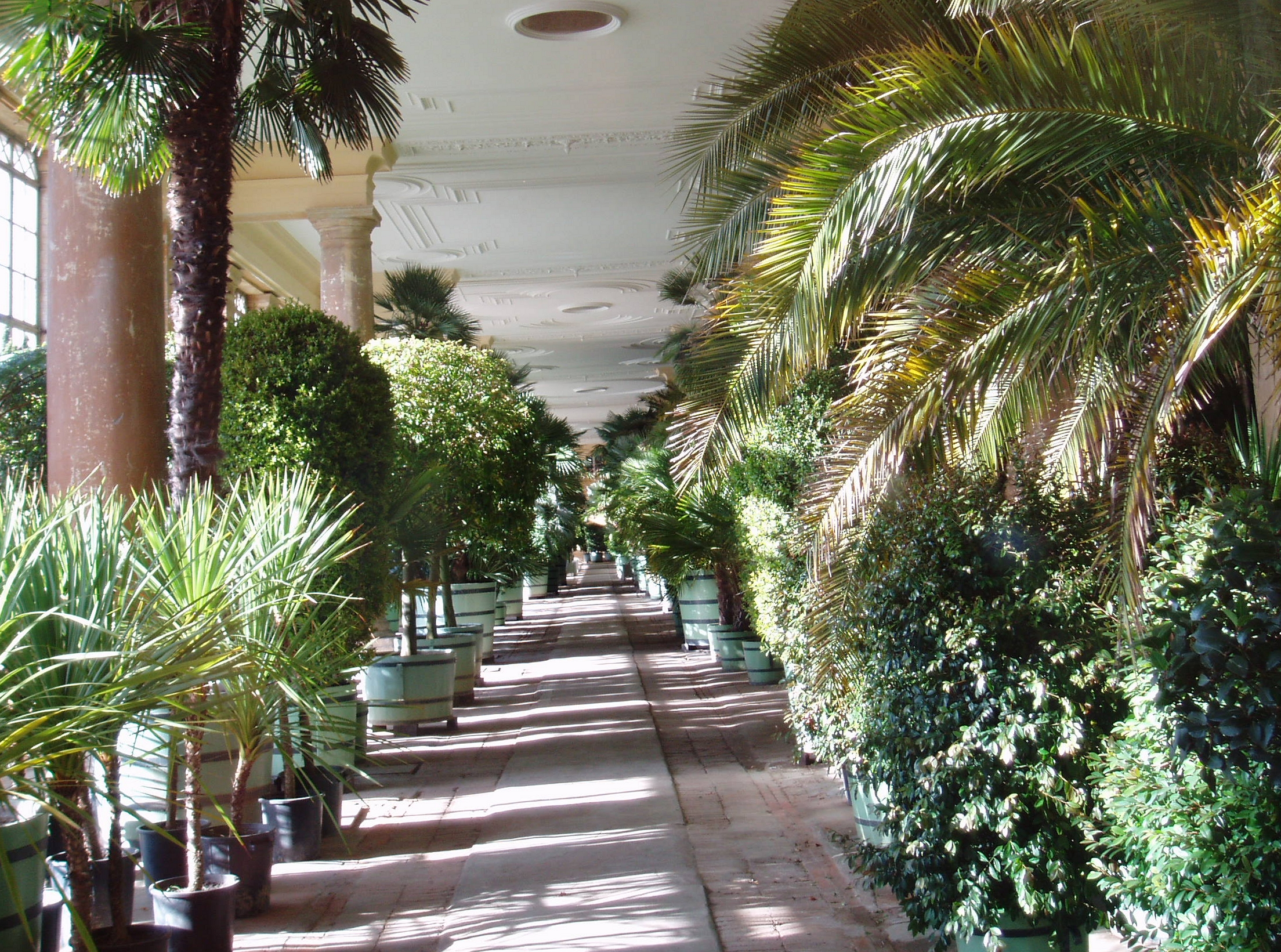
Wnętrze szklarni zachodniej

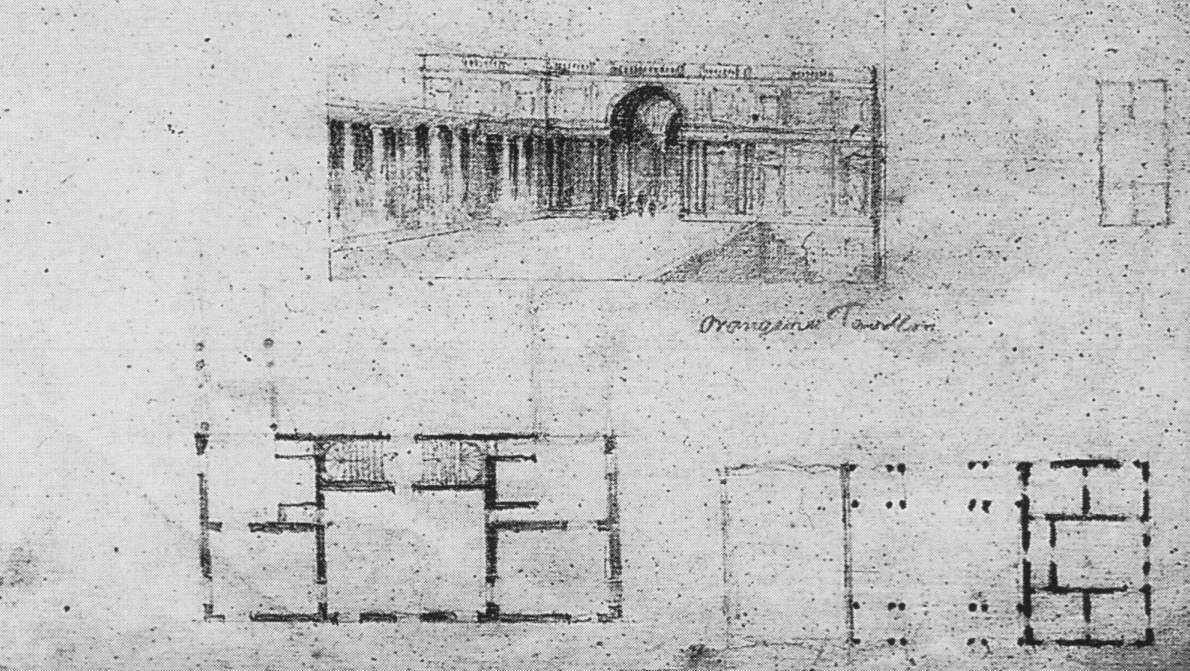
Szkic wschodniego pawilonu narożnego, Fryderyk Wilhlem IV

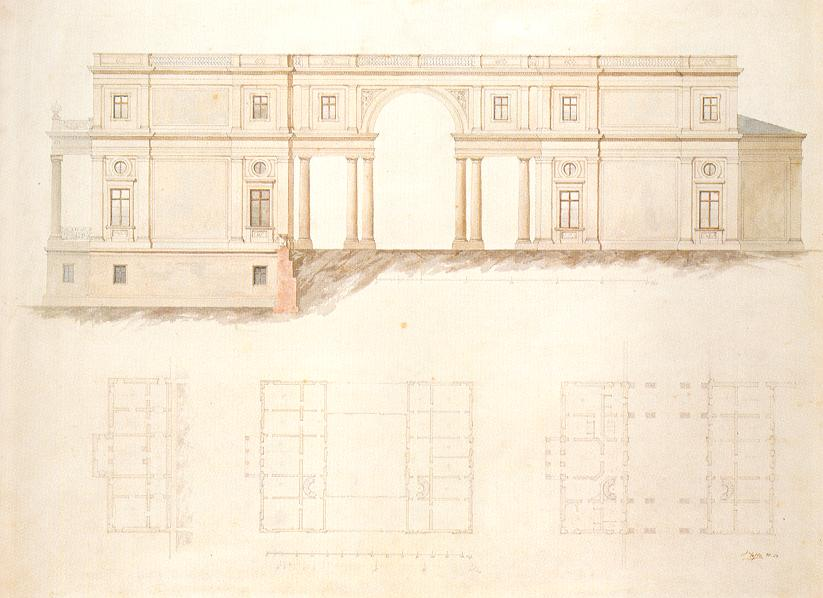
Szkic wschodniego pawilonu narożnego, Ludwig Ferdinand Hesse, 1855 roku

Szklarnie (103 m długości, 16 m szerokości) mają po stronie południowej ogromne okna dzielne, przedzielone niszami z alegorycznymi przedstawieniami miesięcy i pór roku. W niszach szklarni zachodniej znajdują się posągi stycznia i lutego wykonane przez Ludwiga Wilhelma Stürmera na bazie modeli Hermanna Schievelbeina, a także marca, kwietnia, czerwca (na bazie modeli Schievelbeina), maja (na podstawie modelu Hermanna Wittiga i wiosny (za modelem Juliusa Franza) dłuta Eduarda Stützla oraz lata projektu i wykonania Eduarda Mayera. Wschodnią szklarnię zdobią (w kolejności z zachodu na wschód): lipiec Juliusa Franza, sierpień i wrzesień (projektu Franza) wykonane przez Eduarda Stützla, jesień Hermanna Wittiga, październik (projektu Schievelbeina) dłuta Stürmera oraz listopad, grudzień i zima (na podstawie modeli Franza) wykonane przez Stützla.
Przestronne wnętrza zamykają płaskie dachy z kwadratowymi i okrągłymi ornamentami, spoczywające na kolumnach połączonych z pilastrami. Podłoga wyłożona jest cegłami, a pod nią znajduje się system ogrzewania podłogowego, umożliwiający utrzymanie stałej temperatury 6° do 8 °C. System ten funkcjonuje nadal w szklarni zachodniej, w której do tej pory zimują palmy z parku Sanssouci. Co roku w maju ciężkie donice wytaczane są ze szklarni do parku. Oranżeria mieści ponad 1000 roślin doniczkowych reprezentujących ok. 30 różnych gatunków. Obok oranżerii w Wiedniu i w Wersalu należy do największych budowli tego typu na świecie.

#### Pawilony narożne
Szklarnie zakończone są symetrycznie pawilonami narożnymi. Pierwotny plan Persiusa asymetrycznych pawilonów został odrzucony przez Fryderyka Wilhelma IV. Alternatywa zaproponowana przez Stülera, by wznieść na krańcu zachodnim willę Madama (według projektu Rafaela), a na krańcu wschodnim umieścić imitację domu rzymskiego, również nie doczekała się realizacji. Ostatecznie Stüler zaprojektował symetryczne prostokątne pawilony według szkiców monarchy.
Pawilony połączone są ze szklarniami dwoma podwójnymi portalami w stylu Palladio. Portale były pomyślane jako przejazdy dla Höhenstraße, która miała prowadzić ze wschodu poprzez najwyższą terasę do leżącego na zachód od oranżerii belwederu na wzgórzu Klausberg. Pendentywy zdobią reliefy Friedricha Wilhelma Dankberga nawiązujące do przedstawień alegorycznych w szklarniach. Fasadę południową zdobi wsparty na czterech jońskich kolumnach balkon. Na parterze i półpiętrze znajdowały się mieszkania dla służby oraz pomieszczenia gospodarcze.

### Architektura wnętrz

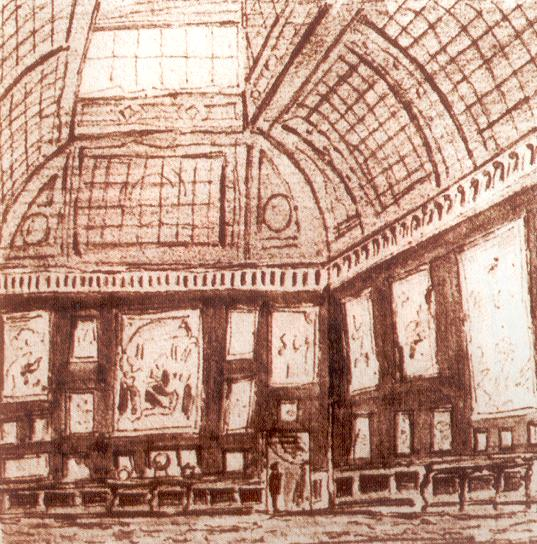
Szkic sali Rafaela, Fryderyk Wilhelm IV, około 1855 roku

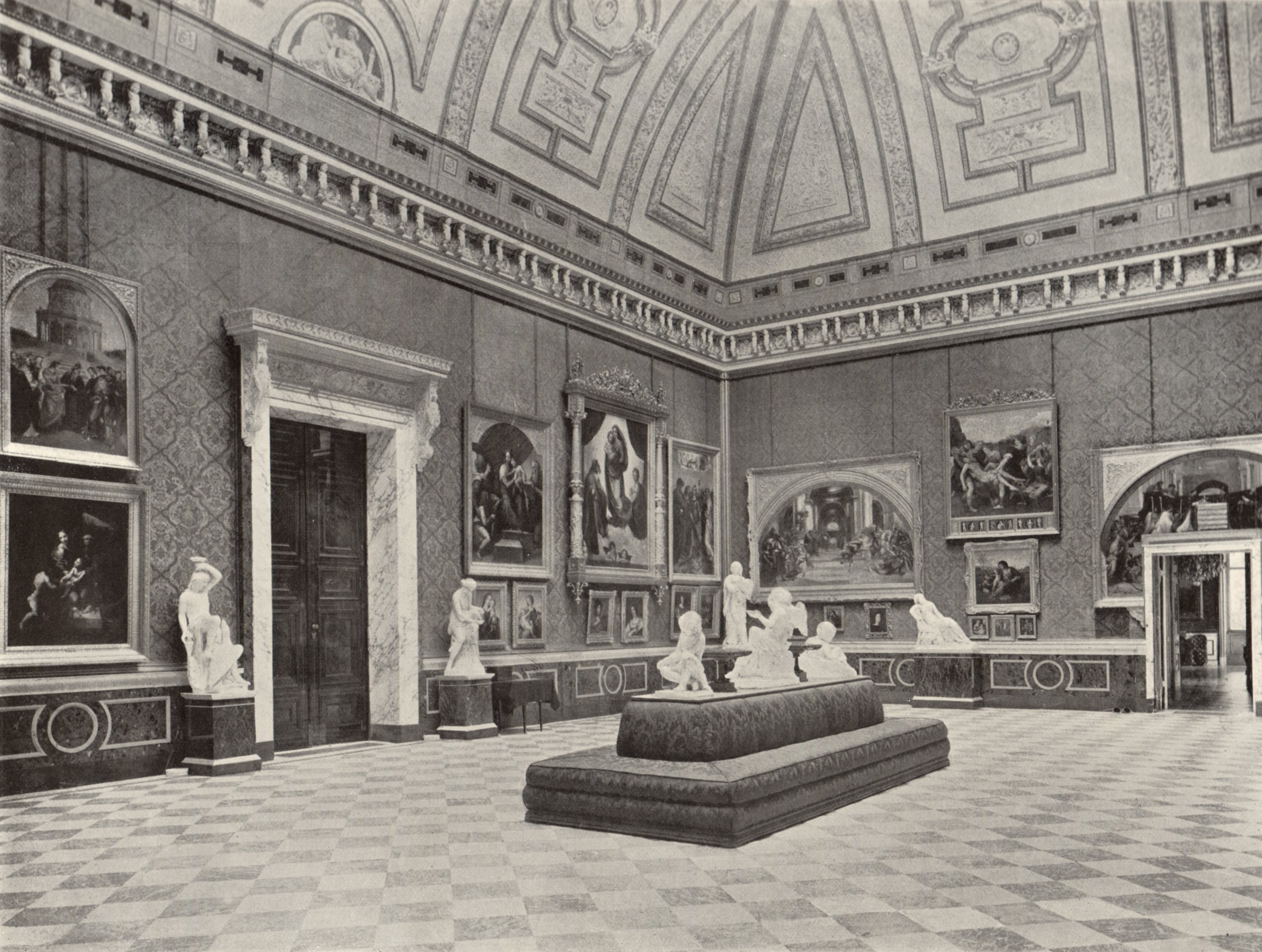
Sala Rafaela, ok. 1900

Pierwotnie wnętrza pałacowe zaprojektowane były w stylu renesansowym, jednak po uwzględnieniu osobistych życzeń monarchy pojawiły się elementy dekoracji ściennej w stylu antycznym oraz formy rokokowe. Na życzenie Fryderyka Wilhelma IV do pałacu zakupiono meble rokokowe. Jednak tekstylia dekoracyjne i tapicerka otrzymały mocne kolory, charakterystyczne dla stylu klasycystycznego, zamiast pastelowych kolorów rokoka. Pojedyncze meble pochodzą z czasów Fryderyka Wielkiego, inne zostały wykonane na podstawie XVIII-wiecznych modeli.
Większość elementów wyposażenia wnętrz zachowała się w nienaruszonym stanie. Drewniane parkiety w apartamentach prezentują oryginalną ornamentykę z drewna klonu, dębu i palisandru. Sztukaterie w salach pałacowych wykonał Friedrich Wilhelm Dankberg. Para królewska zakupiła do pałacu wiele rzeźb wykonanych przez czołowych przedstawicieli berlińskiej szkoły rzeźbiarskiej XIX w. Wiele dzieł sztuki zostało zakupionych podczas wyprawy do Włoch. Nie wiadomo dokładnie, jak intensywnie w urządzanie pałacu zaangażowany był sam Fryderyk Wilhelm IV. Zachował się jego szkic z ok. 1855 z projektem wnętrza Sali Rafaela. Wiadomo, że przy projektowaniu wnętrz pracował Ludwig Ferdinand Hesse, którego szkice przedstawiał do zatwierdzenia królowi Friedrich August Stüler.

#### Sala Rafaela
Sala Rafaela została zaprojektowana przez Fryderyka Wilhelma IV na wzór Sali Regia w Watykanie. Sala wznosi się na wysokość dwóch pięter. Zwieńczona jest sklepieniem zwierciadlanym, popularnym w okresie renesansu, z wielkim otworem okiennym zapewniającym naturalne oświetlenie dla zgromadzonych w sali eksponatów. Sklepienie podzielone jest białymi i złotymi wstęgami stiukowymi na pola wypełnione formami geometrycznymi oraz alegorycznymi przedstawieniami miast, w których działał Rafael: Rzymu i Florencji. Przejście pomiędzy sklepieniem a ścianą tworzy fryz z konsoli z ułożonymi parami grupami figuralnymi. Ściany bez okien wyłożone są w dolnych partiach czarno-zielonym marmurem, a w górnych partiach czerwonym, jedwabnym adamaszkiem. Kolumny i postumenty wykonane są również z czarno-zielonego marmuru. Posadzka wyłożona jest płytami z białego i czarno-zielonego marmuru. Początkowo pośrodku sali znajdowała się sofa dla zwiedzających pokryta czerwonym, jedwabnym adamaszkiem, która zaginęła w 1950. Obecnie w sali stoi jej rekonstrukcja z 1993.
W sali wystawiona jest kolekcja kopii dzieł Rafaela, 50 obrazów pochodzących ze zbiorów Fryderyka Wilhelma III oraz zakupionych przez Fryderyka Wilhelma IV. Pierwszym obrazem w kolekcji była kopia Madonny Sykstyńskiej pędzla Friedricha Burego (oryginał znajduje się w Galerii Obrazów Starych Mistrzów w Dreźnie), którą Fryderyk Wilhelm III otrzymał w 1804 od swojej rodziny w prezencie urodzinowym. Namalowanie kolejnych kopii dzieł Rafaela Fryderyk Wilhelm III zlecił podczas pobytu w Paryżu w 1814 w celu podpisania pierwszego pokoju paryskiego. Wówczas król zwiedził Luwr i będąc pod wrażeniem dzieł sztuki zagrabionych przez wojska Napoleona w okupowanych przez Francję krajach, zlecił sporządzenie kopii, zanim dzieła miały być zwrócone prawowitym właścicielom. Kopie zostały namalowane przez artystów niemieckich działających w Paryżu, m.in. przez Heinricha Lengericha, Carla von Steubena, Carla Josepha Begasa, Heinricha Christopha Kolbego, Juliusa Schoppe, Adolfa Senffa czy Karla Wilhelma Wacha. Część z bogato rzeźbionych, złoconych ram wykonał Jakob Alberty, część została skopiowana wraz z obrazami.
W owym czasie kopie uważane były za wartościowe zastępstwo rzadko pojawiających się na rynku sztuki oryginałów. Prace oryginalne, jak na przykład zakupiona w 1815 kolekcja Giustinianich dla otwartej dla zwiedzających berlińskiej galerii sztuki, miały konkurować z innymi muzeami sztuki w Europie. Kopie prac Rafaela zostały wykonane z zachowaniem oryginalnych rozmiarów. Jedynie kopie fresków w stanzach watykańskich, takich jak Szkoła Ateńska czy fragment  Mszy Bolseńskiej zostały zrealizowane w mniejszej skali.

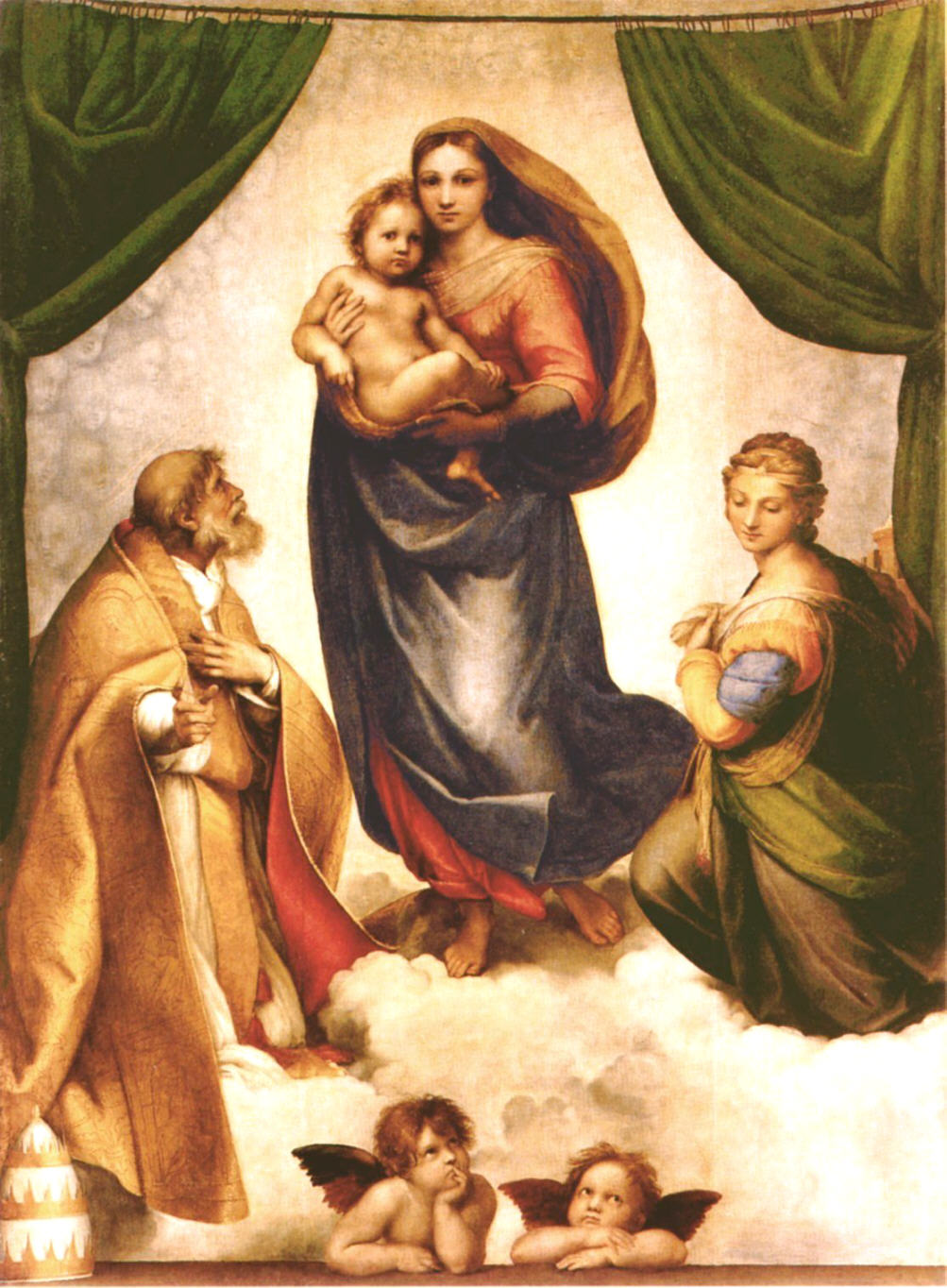
Madonna Sykstyńska – w zbiorach oranżerii znajduje się kopia pędzla Friedricha Burego
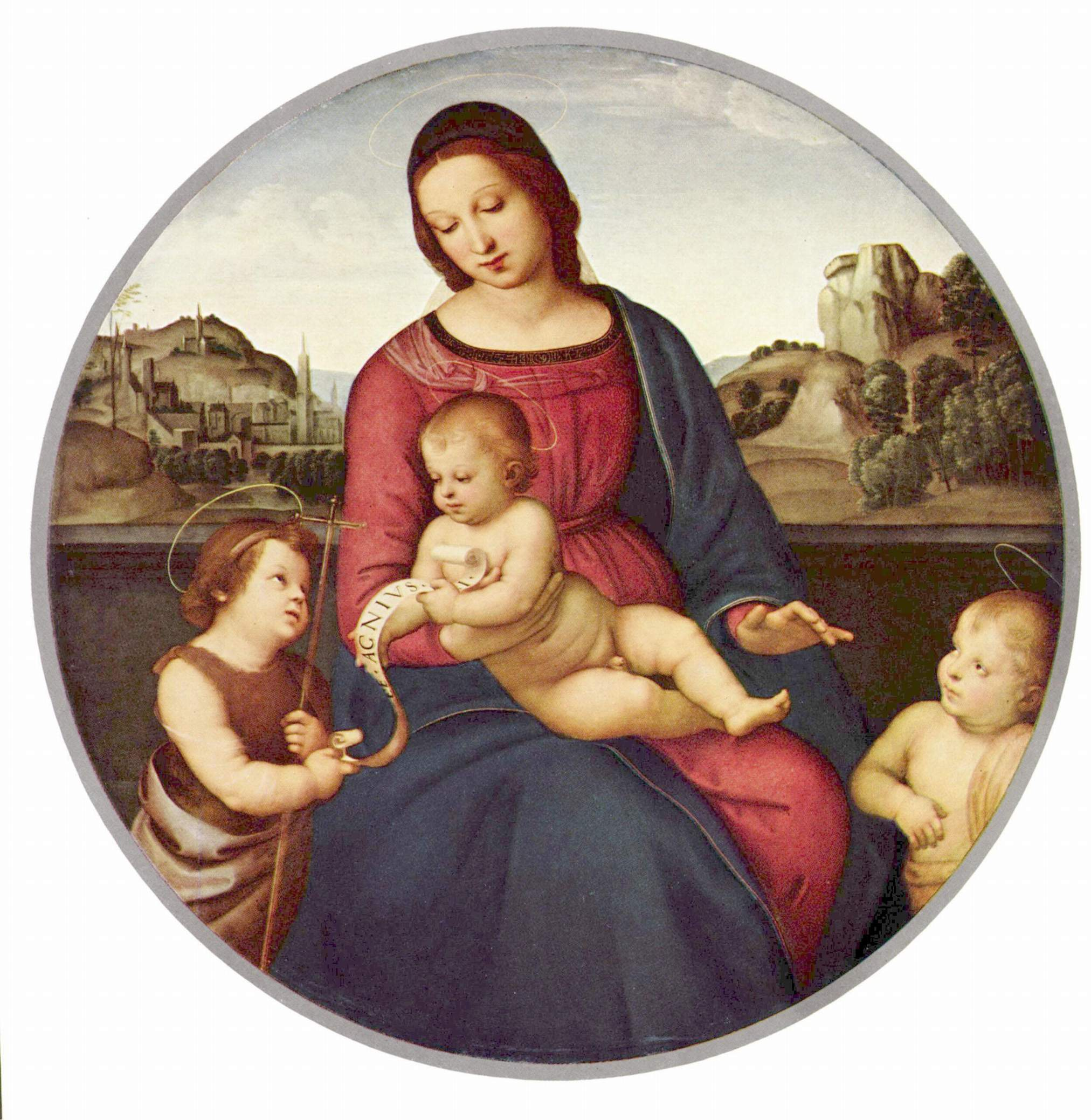
Madonna Terranuova – w zbiorach oranżerii znajduje się kopia pędzla Georga Friedricha Boltego
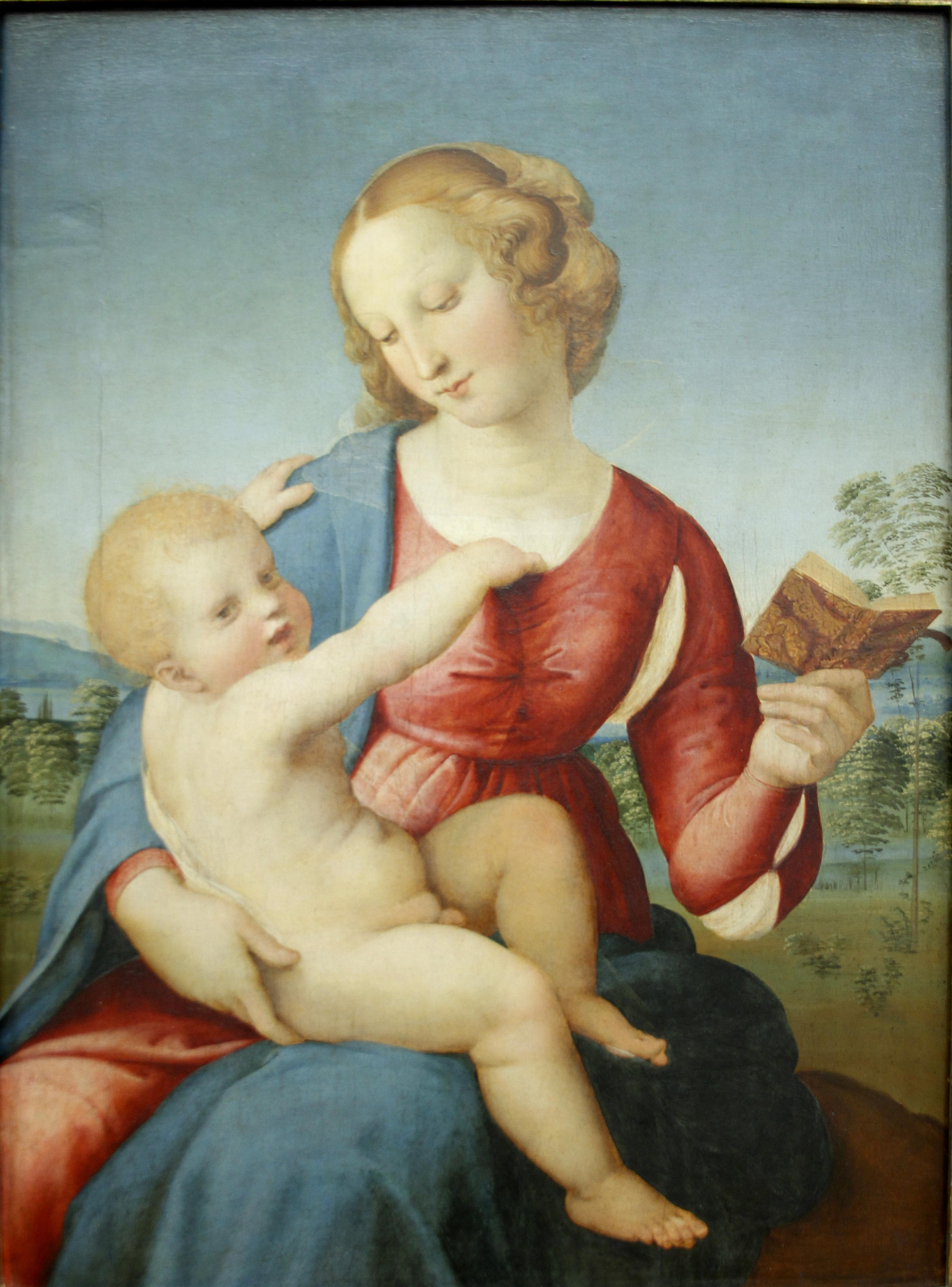
Madonna Colonna – w zbiorach oranżerii znajduje się kopia nieznanego autorstwa
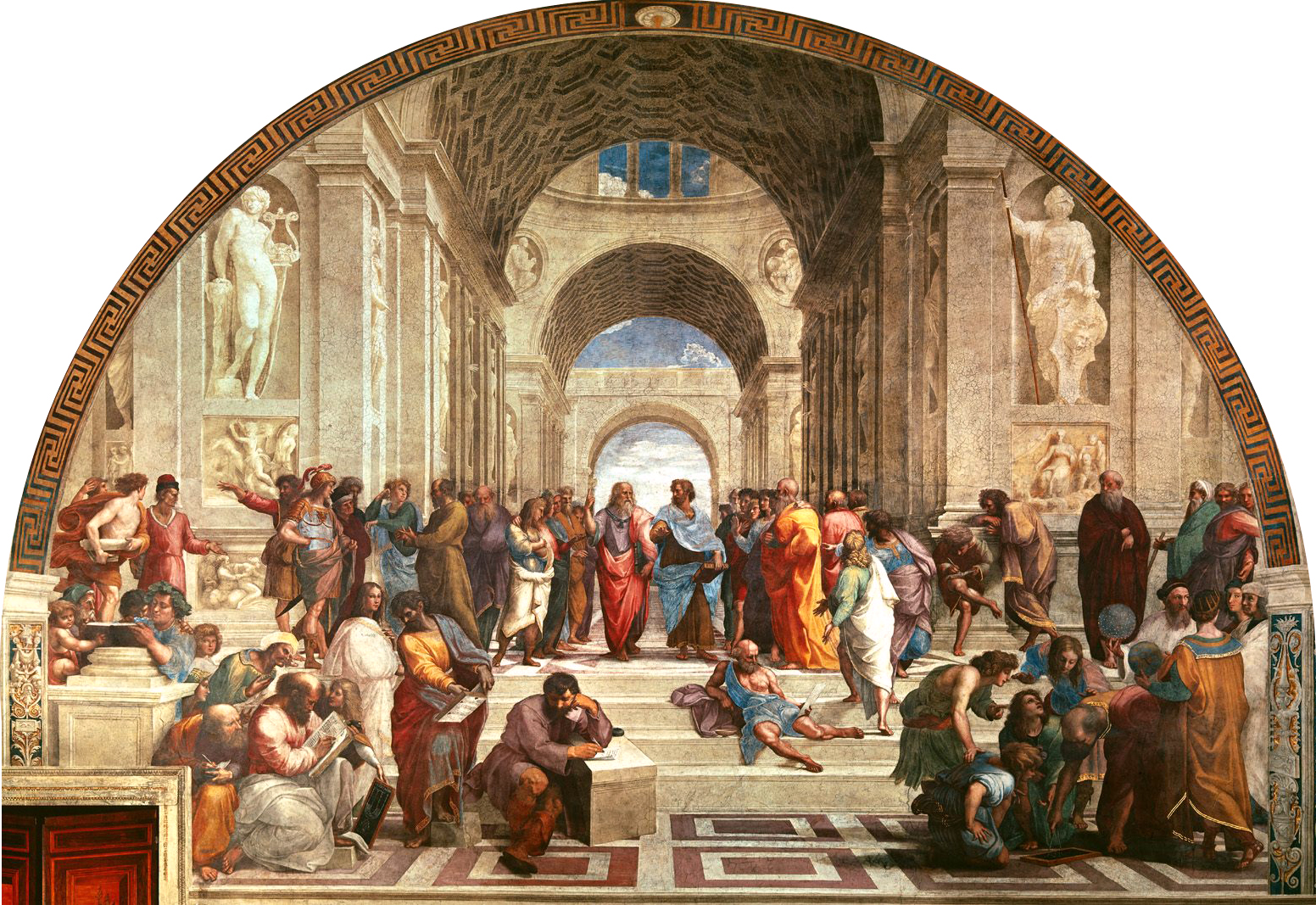
Szkoła Ateńska – w zbiorach oranżerii znajduje się kopia

W 1861 roku, roku śmierci Fryderyka Wilhelma IV, zbiory powiększyły się o kopię obrazu Św. Jerzy z mieczem (nieznanego autorstwa) oraz Portret Kardynała Bibieny pędzla Begasa. Kolekcja liczyła wtedy 46 dzieł. Do 1865 do zbioru dołączono kopie Madonny Connestabile, Koronacji Matki Boskiej, fresku dla stanzy w Watykanie Wypędzenie Heliodara ze świątyni oraz zakupioną już w 1829 kopię Marii z błogosławionym dzieciątkiem i św. Hieronimem i Franciszkiem – dzieło Georga Friedricha Boltego.
Osobiste zamiłowanie monarchów do malarstwa Rafaela związane było m.in. z panującym od 1800 nurtem romantycznym, który idealizował dzieła Rafaela. W 1820 roku w 300-lecie śmierci Rafaela zorganizowano uroczystości rocznicowe na berlińskiej Akademii Sztuk Pięknych, a w 1848 roku urządzono pierwszą wystawę kolekcji Fryderyka Wilhelma III w rotundzie Altes Museum na Wyspie Muzeów w Berlinie.
Obok obrazów w sali wystawiono również rzeźby ówczesnych artystów. Wysokie drzwi wejściowe po stronie południowej, prowadzące na dziedziniec z kolumnadą, otaczają figury służących bogów greckich Ganimedesa i Hebe, wykonane w warsztacie rzeźbiarza Karla Vossa. Inne rzeźby w sali to Dziewczyna z muszlą Carla Johanna Steinhäusera, Oczekiwanie Heinricha Bergesa, Miriam Heinrich Maximiliana Imhofa oraz Dziecko z psem Luigiego Ferrari. Z tyłu sofy stojącej pośrodku sali ustawiono dwie rzeźby Heinricha Bergesa: Bachusa uczącego Amora pić oraz Chłopca z ptakiem; a także posąg Herkulesa zabijającego węże dłuta Juliusa Troschla (wystawiony wraz z trzema innymi dziełami Troschla na wystawie w berlińskiej Akademii Sztuki w 1856 roku).
Sala Rafaela była od początku otwarta dla zwiedzających. Sala jest doskonałym przykładem XIX-wiecznego wyposażenia – inne galerie z tego okresu, np. w Monachium, Dreźnie czy Berlinie zostały zniszczone w czasie II wojny światowej i nie zachowały się do czasów współczesnych.

### Apartament wschodni

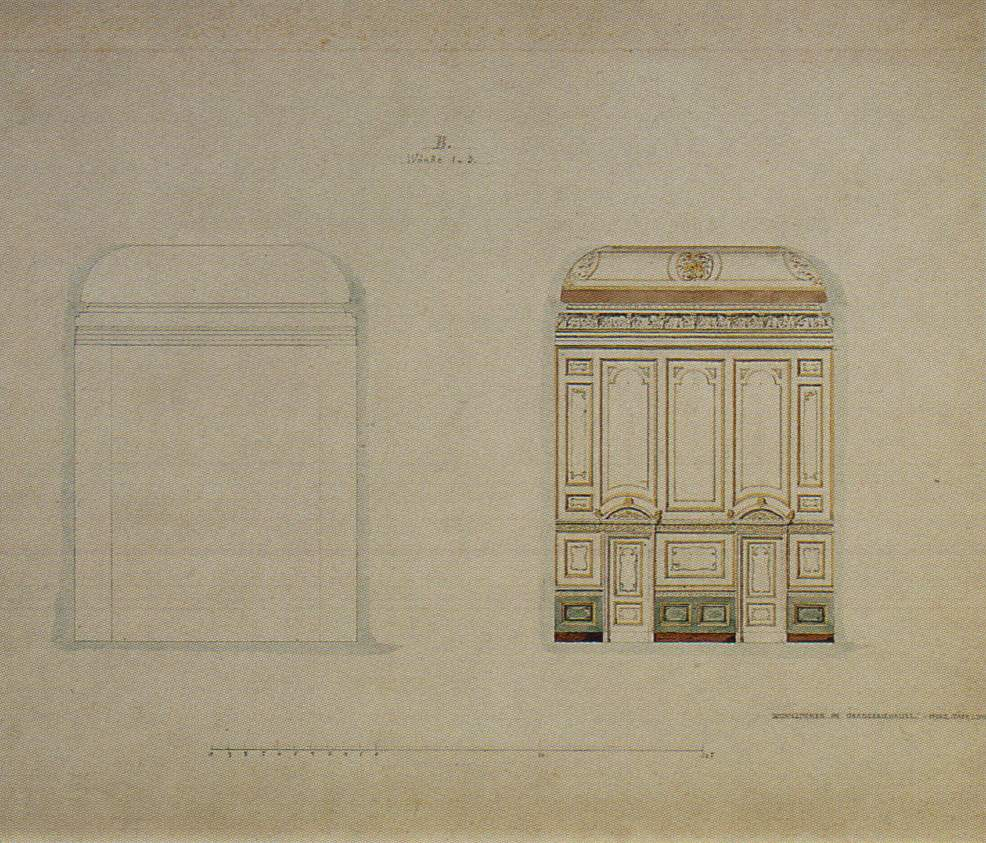
Szkic Pokoju Lazurytowego – widok na stronę północną, Friedrich August Stüler, 1857

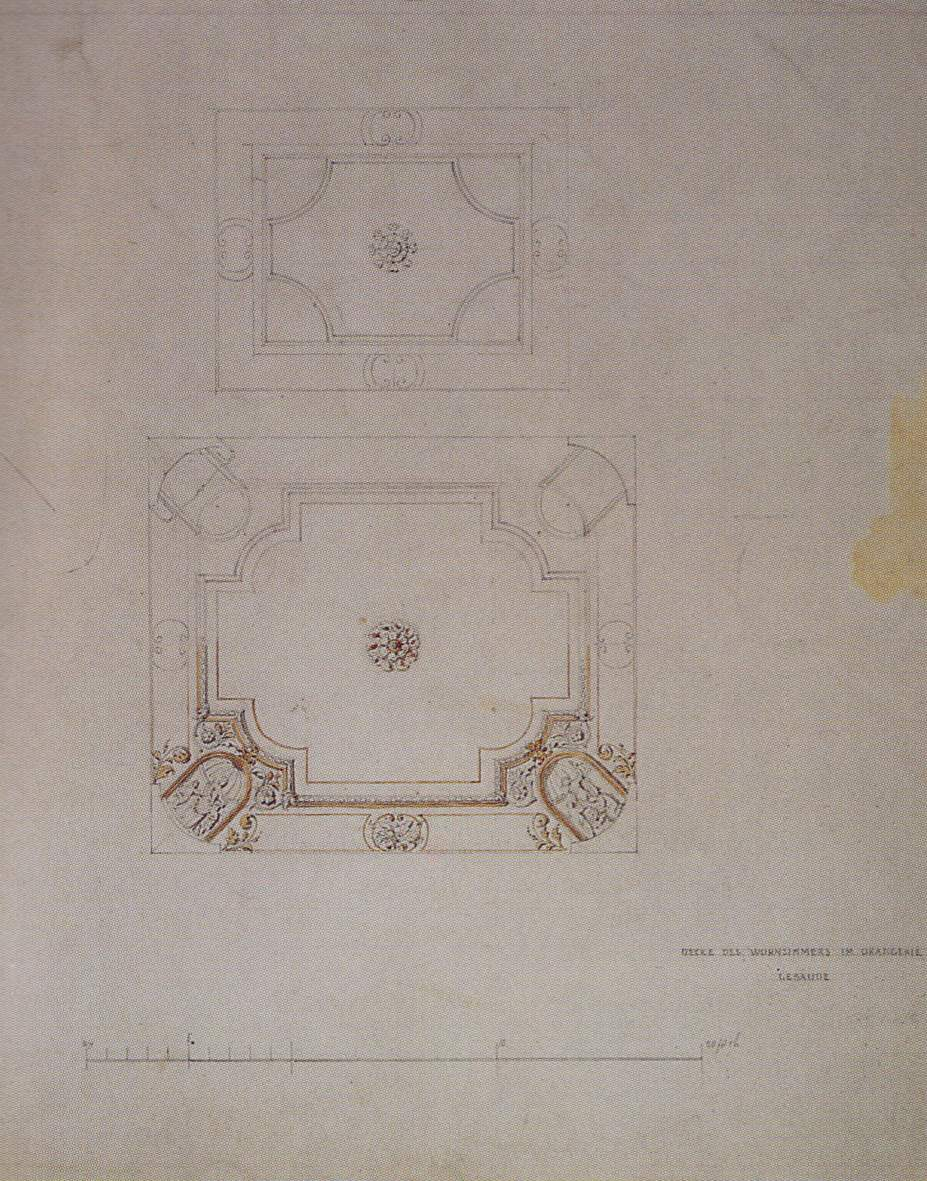
Szkic Pokoju Lazurytowego – sufit, Friedrich August Stüler, 1857

Salę Rafaela otaczają apartamenty mieszkalne. Po stronie wschodniej znajduje się utrzymany w niebieskiej tonacji Pokój Lazurytowy prowadzący do Pokoju Malchitowego. Niebieskie tkaniny tapicerki oraz zasłon przetykane złotymi nićmi harmonizują z dekoracyjnym lazurytem, odcinając się na tle złoconej boazerii i sztukaterii sufitowych. Kolumny podtrzymują szeroki łuk koszowy dzielący pokój na dwie części. Sztukaterie nad kolumnami autorstwa Dankberga przedstawiają tańczące dzieci: para dzieci z wiankiem z liści laurowych symbolizuje zwycięstwo i tryumf, para z łopatą i rogiem obfitości – ciężką pracę zbierającą owoce. Na suficie znajdują się alegoryczne przedstawienia siły i dzielności z maczugą, mądrości i sprytu z lustrem samopoznania, sprawiedliwości z tablicami prawa i mieczem oraz nadziei z rolką pisma i kijem pielgrzymim. Malowidła sufitowe ograniczają obrazy dzieci z gałązkami palmowymi i liśćmi laurowymi, symbolizujące zwycięstwo, oraz z pochodniami i kwiatami, przedstawiające pokój. Po stronie północnej kąty pokoju są zaokrąglone, a trójdzielne okno powtarza renesansowy motyw Palladio. Motyw ten, zwieńczony palmetą, znajduje się w ozdobnej części nad drzwiami do loggii.
Do wyposażenia pokoju należy okrągły stolik na złoconym, cynkowym stelażu z blatem z lazurytu, zaprojektowany przez Karla Friedricha Schinkla w 1825 roku i odlany w berlińskiej pracowni odlewniczej Moritza Geißa. Lazuryt znajduje się również na dwóch kadzielnicach podarowanych w 1803 przez cara Aleksandra I królowej Luizie. Ponadto pokój zdobią dwie figury z brązu: Łowca motyli Juliusa Franza, zakupiony przez Hessego w 1851 do Rajskiego Ogrodu oraz Grający w piłkę Augusta Wittzacka z 1842 roku. W pokoju znajduje się również figura Fryderyka Wilhelma IV zamówiona przez parę królewską podczas wyprawy do Włoch u Carla Cauera, który w 1860 przybył z Rzymu do Poczdamu. Monarcha ukazany jest jako architekt z planami w ręce.
Z Pokojem Lazurytowym sąsiaduje Pokój Malachitowy zaprojektowany jako sypialnia. Górne partie ścian, podobnie jak w Sali Rafaela, wyłożone są czerwonym, jedwabnym adamaszkiem. Dolne partie zdobi pomalowana na biało drewniana boazeria, na której rozmieszczono prostokąty ujęte w złote ramy. Kombinacja złotych ornamentów na białym tle powtarza się na sztukateriach sufitowych, które przedstawiają alegorie sztuki ogrodowej, astronomii, muzyki i poezji. Nisza z łożem ograniczona jest przez kolumny i pilastry z ciemnozielonego marmuru. Z malachitu wykonano front kominka (w stylu neorokoko), a także blat stołu oraz wiele drobniejszych elementów dekoracyjnych. Wyroby z malachitu są podarunkiem cara Mikołaja I, podobnie jak wielka waza z rodonitu, która została wykonana w pracowni w Jekaterynburgu. Obecność podarunków z Rosji oraz fakt, że w pokoju tym zatrzymała się caryca Aleksandra Fiodorowna, mylnie sugerowały, że oranżeria została zbudowana jako pałac gościnny dla pary carskiej. Jednak ani plany budowy, ani ówczesne czy późniejsze opisy nie zdradzają takich zamiarów.
Do wyposażenia pokoju zaliczają się ponadto pozłacane krzesła z czerwoną tapicerką, pozłacane lustro oraz liczne obrazy i rzeźby marmurowe. Wśród obrazów znajduje się kopia fresku Rafaela Triumf Galatei wykonana przez Heinricha Lengericha w Rzymie w 1843. Fryderyk Wilhelm IV podarował ten obraz swojemu wujowi Wilhelmowi Pruskiemu (1783–1851), który zapisał obraz królowi w testamencie. Kolejny obraz ukazuje willę Rafaela z roku 1843, namalowaną przez Franza Nadorpa sześć lat przed oblężeniem Rzymu przez wojska francuskie i hiszpańskie. Para królewska przedstawiona jest na dwóch malowidłach z 1843, wykonanych przez nadwornego malarza króla Bawarii Ludwika I, Josepha Karla Stielera.
Marmurowe rzeźby przedstawiają postaci z rzymskiej i greckiej mitologii, m.in. popiersia Marsa i Adonisa dłuta duńskiego rzeźbiarza Bertela Thorvaldsena z 1809 roku; grupa figuralna Hero i Leander Carla Johanna Steinhäusera (której pierwsze wykonanie z 1848 było przeznaczone dla Pokoju Leandra na zamku w Schwerinie i aktualnie uważane jest za zaginione); grupa figuralna Amor i Psyche autorstwa Karla Hassenpfluga, zakupiona przez Fryderyka Wilhelma w 1858 roku podczas berlińskiej wystawy; rzeźby Juliusa Troschla Bachus w koszu z 1853 roku oraz Śpiący faun z 1855 roku. Ponadto w pokoju znajduje się również rzeźba przedstawiająca dwoje dzieci bratanicy Fryderyka Wilhelma Marianny Charlotty (1831–1855), księżnej Sachsen-Meiningen, i jej męża Jerzego II, księcia Sachsen-Meiningen: czteroletniego Bernharda i dwuletniej Marii Elżbiety. Figura została wykonana przez Ferdinanda Müllera na zlecenie Fryderyka Wilhelma IV w 1855 roku.

### Apartament zachodni

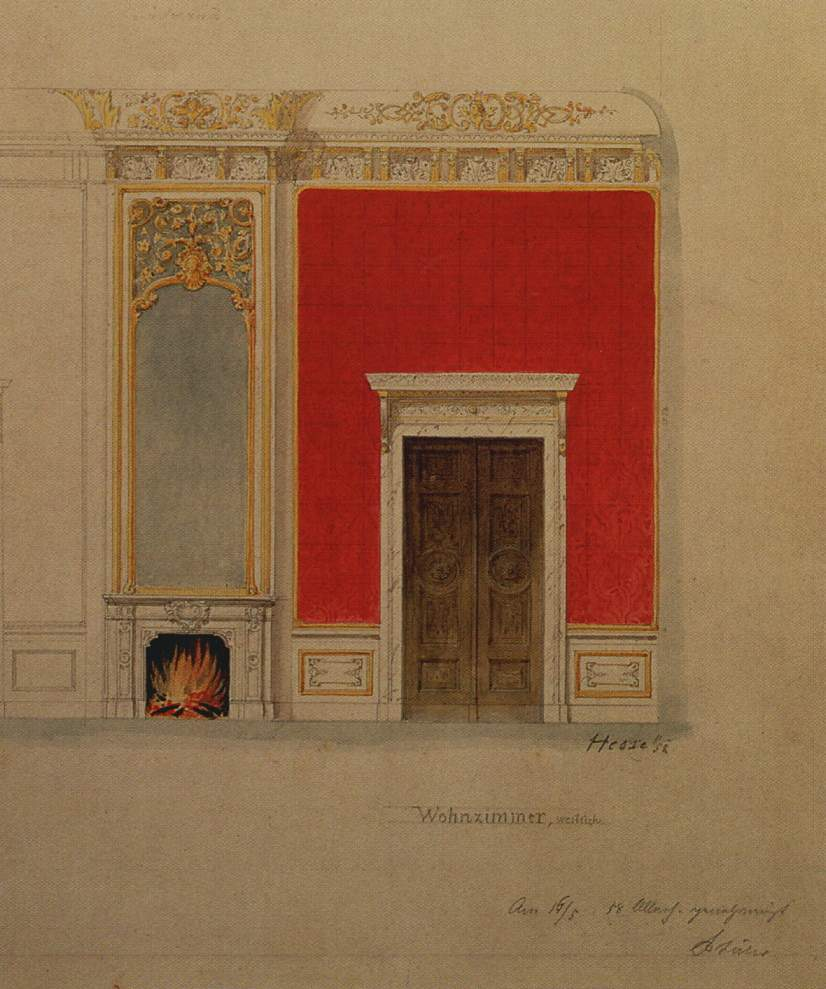
Szkic Pokoju Boullego, Ludwig Ferdinand Hesse, 1858 rok

Po stronie zachodniej Sali Rafaela znajduje się Pokój Bursztynowy (zwany też Pokojem z kości słoniowej), stanowiący, podobnie jak Pokój Lazurytowy po stronie wschodniej, przedsionek apartamentu właściwego – Pokoju Boulle’go. Tak jak w przypadku Pokoju Lazurytowego, Pokój Bursztynowy podzielony jest łukiem koszowym na dwie części. Ściany pokoju wyłożone są drewnianą boazerią w kolorze kości słoniowej, ozdobioną złotymi ornamentami. Lustra i blaty stołowe zdobią dekoracje z bursztynu. Pokój otrzymał wyposażenie w stylu barokowym, typowe dla ówczesnych gabinetów porcelanowych. Na niewielkiej konsoli wystawiono kolekcję figurek porcelanowych z XVIII wieku, wykonanych w królewskiej manufakturze porcelany w Berlinie, założonej przez Fryderyka II Wielkiego. Figurki zaprojektowane zostały w stylu rokoko przez późniejszego dyrektora Akademii Sztuk Pięknych w Berlinie Wilhelma Christiana Meyera oraz jego starszego brata Friedricha Eliasa Meyera, którzy przyjechali do Berlina z Miśni w 1761 na zaproszenie dyrektora manufaktury Johanna Ernsta Gotzkowsky’ego.
Po 1945 roku do kolekcji dołączono figurki projektu Franza Antona Bustelliego utrzymane w stylistyce commedia dell’arte, wykonane w manufakturze porcelany przy pałacu w Nymphenburgu. Ponadto w pokoju wystawiono chińskie wazy z XVIII wieku w duchu popularnego w okresie rokoko i neorokoko stylu chinoiserie. Wazy ustawione są na rzeźbionej etażerce, obok której stoją bogato zdobione krzesła obite fioletowym jedwabiem. Pokój zdobią również marmurowe rzeźby, m.in. Dama z chartem dłuta Félicie de Fauveau z 1846 roku.
Z Pokoju Bursztynowego przechodzi się do pokoju pracy zwanego Pokojem Boulle’go – od nazwiska francuskiego stolarza André-Charlesa Boullego, którego unikatowa technika markietażu została zastosowana przy wyposażeniu pokoju. Pomieszczenie przypomina wyglądem Pokój Malachitowy – ściany pokrywa polakierowana na biało drewniana boazeria oraz czerwony, jedwabny adamaszek. Meble wykonane są techniką Boullego, z użyciem drogocennych materiałów: hebanu, kości słoniowej, masy perłowej i szylkretu. Biurko jest najstarszym meblem w pokoju i pochodzi z XVIII w. Krzesła, owalny stolik oraz przeszklona szafka zostały wykonane we Wrocławiu w 1849 i pierwotnie stały w pałacu Sanssouci, którego skrzydło boczne Fryderyk Wilhelm IV wyposażył w stylu neorokokowym. Mała szafka z rzeźbionymi drzwiczkami została zakupiona w 1860 roku w Paryżu. Podobnie górna część bogato rzeźbionego, pozłacanego zegara stojącego z XVIII w. Ściany pokoju zdobią obrazy: kopia Złożenia Chrystusa do grobu (oryginał pędzla nauczyciela Rafaela Pietro Perugino) namalowana w 1852 roku przez Augusta Wilhelma Ahlborna, cztery obrazy Eduarda Hildebrandta z 1853 roku ukazujące Jerozolimę, Betlejem, Nazaret oraz staw Bethesda. Ponadto w pokoju wystawiono następujące rzeźby: Dziewczynę z gołębiami Józsefa Engela, zakupioną przez króla w węgierskim atelier artysty w 1859 roku oraz nabytą w Pizie alabastrową kopię Niobe.
Kolejny pokój, Zielona Sypialnia, otrzymał lakierowaną na biało drewnianą boazerię ze złotymi dekoracjami z klasycystycznych palmet oraz rokokowych liści akantu. Zasłony, tapicerka i kapa na łóżko zostały wykonane z zielonego jedwabiu. Na ścianie nad łukiem alkowy znajduje się orzeł oraz herb Hohenzollernów, otoczony przez alegorie zwycięstwa i władzy. Kartusze nad drzwiami i oprawionymi w złote ramy lustrami wypełniają inicjały króla Fryderyka Wilhelma IV: F.W.IV.R.

## Ogrody wokół oranżerii

### Strona północna

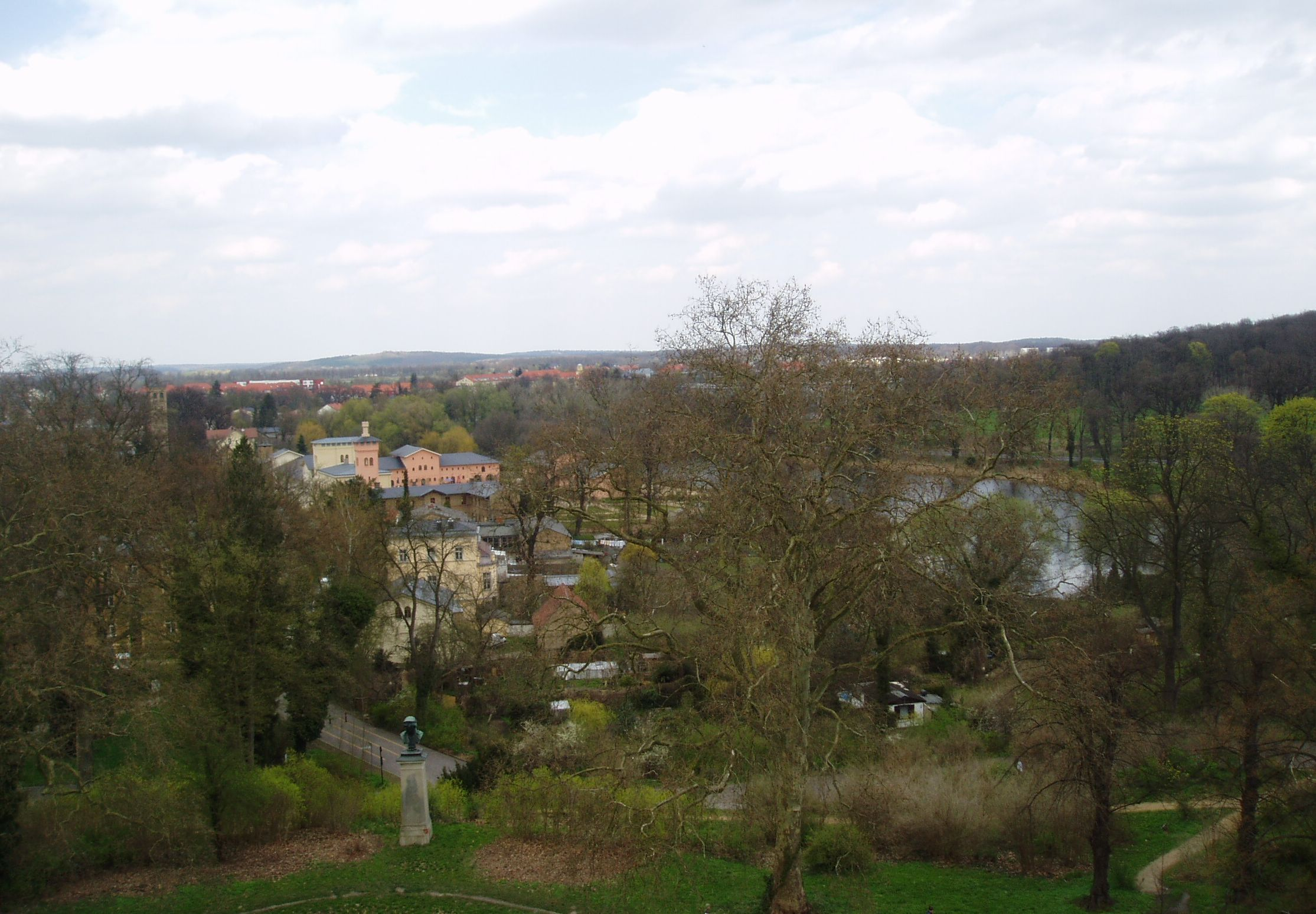
Widok na dobra królewskie w Poczdamie-Bornstedt

Równolegle do prac nad budynkiem oranżerii przebiegały prace ogrodowe na powierzchni około 3 ha w bezpośrednim sąsiedztwie pałacu. Po stronie północnej zaplanowano zbiornik wodny z półokrągłą zatoką, który pomimo przygotowania niecki w podłożu, nigdy nie został wybudowany. Na początku 1851 roku rozpoczęto budowę ogrodu oraz wyznaczanie wąskich ścieżek spacerowych. Projekt Lennégo realizowali Gustav Meyer i Emil Sello (nadworny ogrodnik), aranżując m.in. aleje lipowe wokół planowanego zbiornika. Całość była pomyślana jako herajon, miejsce poświęcone greckiej bogini Herze. Ok. 1858 na brzegu zaplanowanej zatoki stanęło popiersie jej rzymskiej odpowiedniczki Junony. Galwanizowane dzieło powstało w berlińskiej firmie Juliusa Winkelmanna na podstawie modelu sporządzonego w 1842 roku przez Christiana Daniela Raucha, opartego na rzymskim wzorcu z okresu pomiędzy 30 a 45 rokiem przechowywanego w Muzeum Narodowym w Rzymie. Popiersie stanowi jednocześnie początek osi widokowej, wyznaczonej przez ogród w kierunku kościoła i dóbr królewskich w Poczdamie-Bornstedt.

### Strona południowa

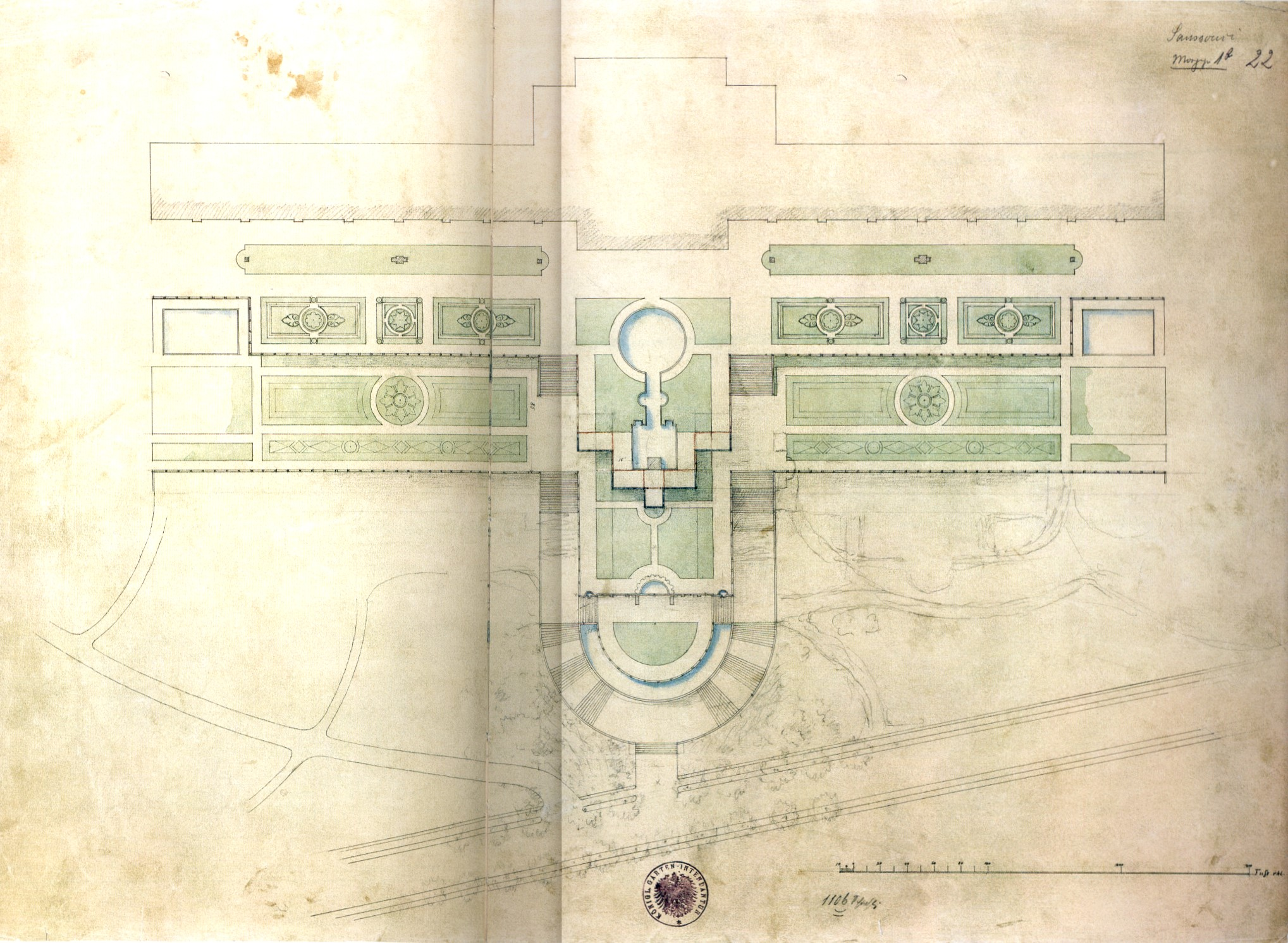
Projekt tarasów, Gustav Meyer, ok. 1865

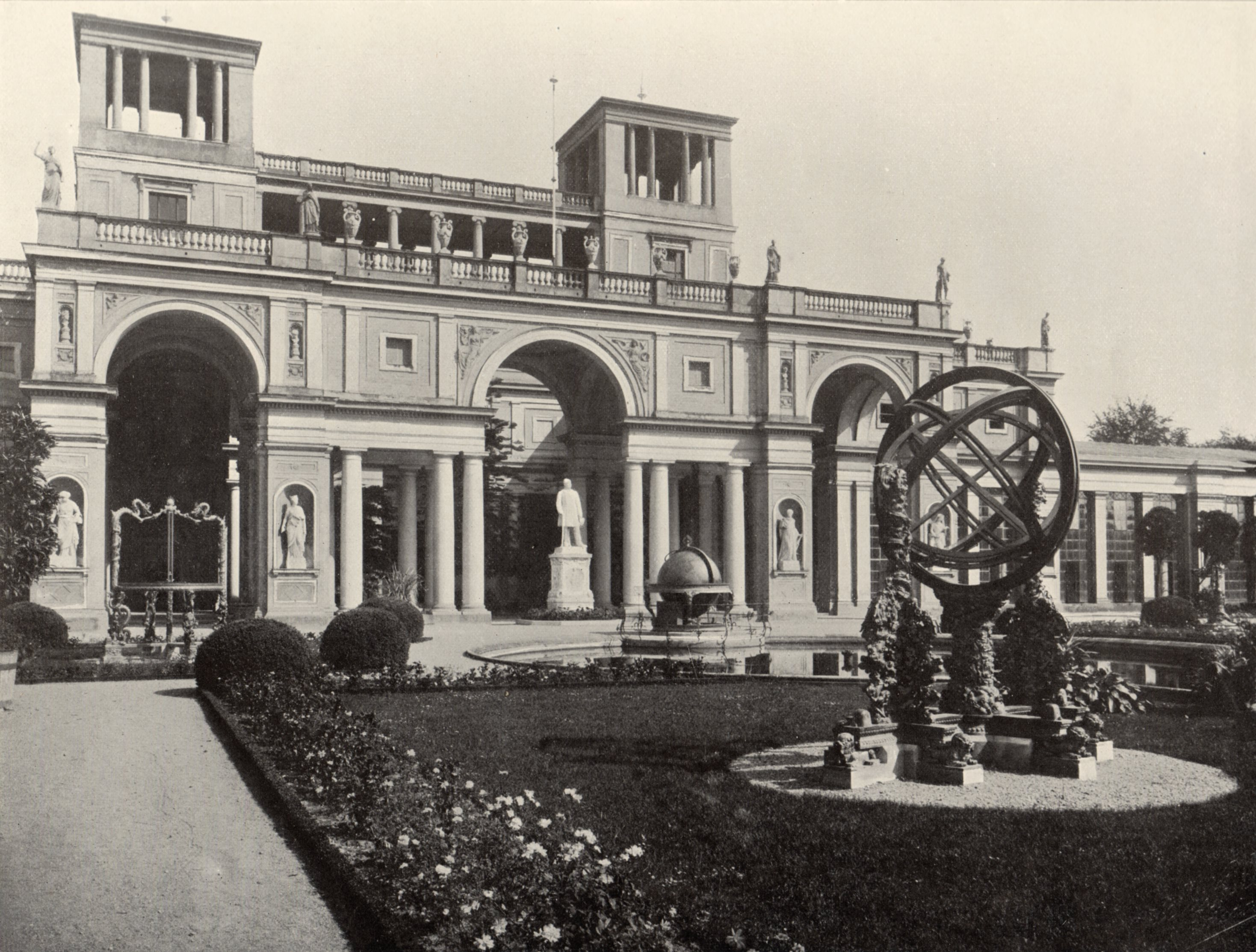
Przyrządy astronomiczne na górnym tarasie, ok. 1900

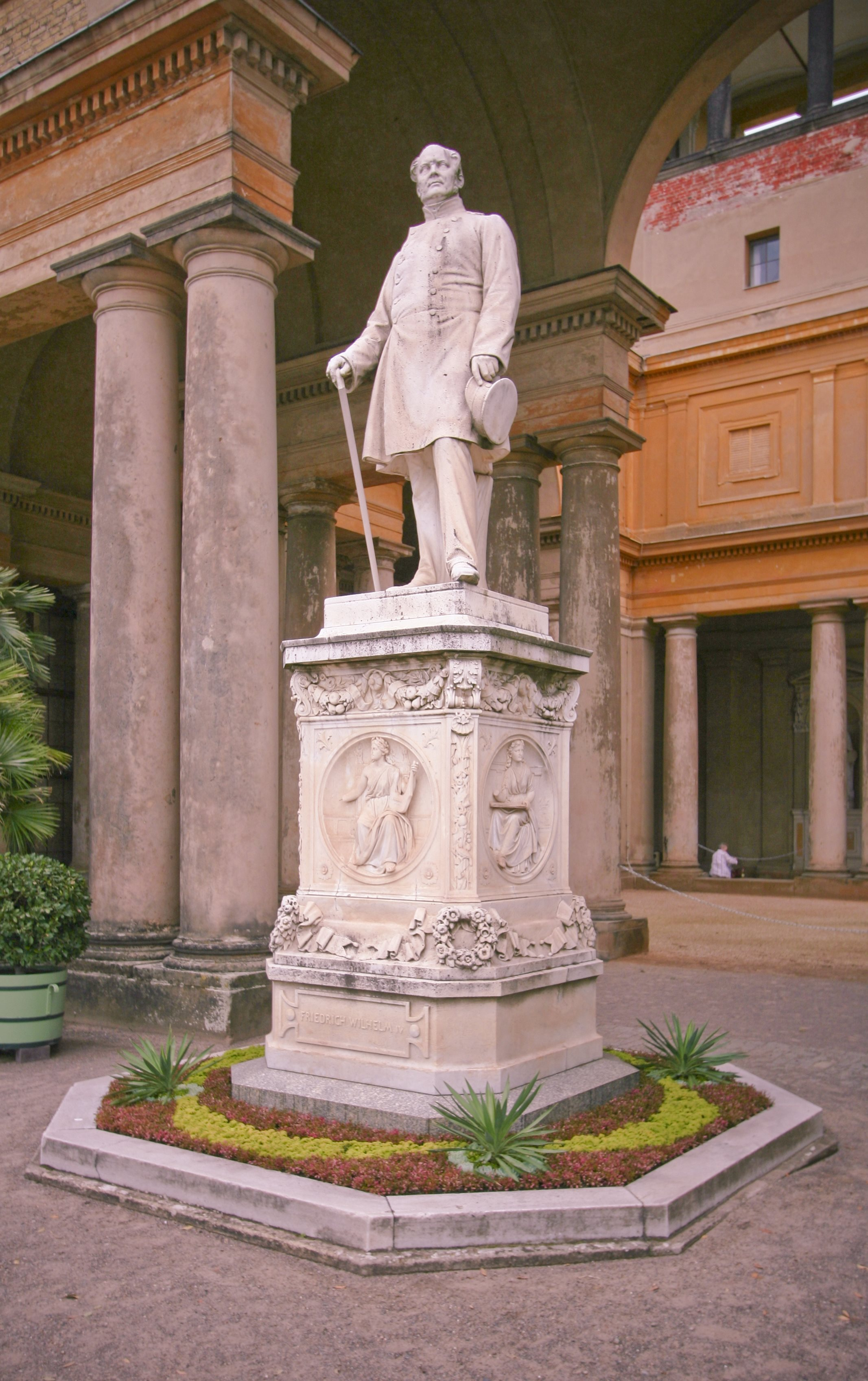
Pomnik Fryderyka Wilhelma IV

Obok szkiców pałacu Fryderyk Wilhelm IV sporządził również plany południowych tarasów, czerpiąc inspirację z ogrodów willi d’Este w Tivoli koło Rzymu. Pierwotne plany bogato obsadzonych tarasów, ujętych w ściśle geometryczne formy ogrodów renesansowych, zostały skorygowane osobiście przez monarchę po jego podróży do Włoch w 1859 roku. Konkretne projekty opracował Friedrich August Stüler. Jako że kształtowanie ogrodu zależało od kalendarza budowy pałacu, pierwsze prace ogrodowe wykonano już w 1848–1849, a ukończono dopiero w 1860–1862. Z powodu choroby Fryderyk Wilhelm IV nie był w stanie troszczyć się o realizację projektu. Po śmierci monarchy jego brat i następca Wilhelm I dążył do jak najszybszego zakończenia prac.

#### Taras górny
Podwójne schody łączą tarasy rozmieszczone na trzech poziomach, przy czym różnica wysokości terenu wynosi ok. 4,5 m. Na górnym tarasie (240 m długości), sąsiadującym bezpośrednio z gmachem oranżerii, znajduje się zbiornik wodny z fontanną wybudowaną w 1862 roku przez Ferdinanda von Arnima. Południowy brzeg zbiornika zdobiła mitologiczna grupa figuralna wykonana w 1856 roku w berlińskim zakładzie odlewniczym Moritza Geißa, która uległa zniszczeniu w 1904 roku. Grupa należała do niewielu rzeźb, które Fryderyk Wilhelm IV osobiście wybrał do ogrodu oranżerii. W kątach balustrady otaczającej taras ustawiono dwie wysokie kolumny z tzw. marmuru cipollino, na których umieszczono terakotowe figury Flory i Pomony. Rzeźby te musiały zostać usunięte w latach 50. XX wieku ze względów bezpieczeństwa. Obecnie na zachodniej stronie schodów znajduje się brązowy odlew Siedzącej Wiktorii rzucającej wieniec, wykonany w 1846 roku przez Augusta Fischera według modelu Christiana Daniela Raucha, a na balustradzie w pobliżu zachodniego pawilonu narożnego umieszczono odlew Wypoczywającego Satyra, powstały w 1857 roku w poczdamskim warsztacie Friedricha Kahlego. Symetrycznie, po stronie wschodniej, stoi posąg Lecącej Wiktorii Augusta Fischera z 1836 roku, a na balustradzie obok wschodniego pawilonu narożnego – marmurowa figura Flory, wykonana przez Eduarda Stützla w 1861 roku, według projektu Ferdinanda Hieronymusa Schindlera. Trawniki zdobią cztery marmurowe wazy z reliefami przedstawiającymi sceny z amorkami wykonane ok. 1900 i rozstawione na cokołach w ogrodzie w 1905 roku.
Przed wejściem do oranżerii stoi klasycystyczny, marmurowy pomnik Fryderyka Wilhelma IV, wykonany przez Gustava Bläsera (1813–1874) dwanaście lat po śmierci monarchy (1873) na zlecenie wdowy Elżbiety Ludwiki. Król przedstawiony jest jako osoba prywatna, wybierająca się na spacer, z laską i kapeluszem w dłoni. Alegoryczne reliefy na cokole: Muzyki, Sztuki Ogrodowej, Rzeźby i Architektury nawiązują do pasji monarchy jako mecenasa sztuki. Pomnik Fryderyka zastąpił na tym miejscu kopię figury cheruskiej księżniczki Thusneldy, żony Arminiusa – przywódcy zwycięskich plemion germańskich w bitwie w Lesie Teuroburskim przeciwko Rzymianom. Na życzenie króla figura była ustawiona na dziedzińcu z kolumnadą. Kopia została wykonana w 1858–1859 przez Alberta Wolffa na zlecenie królowej, która widziała oryginalny posąg w zbiorach galerii Uffizi we Florencji. Początkowo kopia stanęła na zachodniej stronie tarasów, a w 1904 została przeniesiona do parku Sacrow.
W 1901 roku cesarz Wilhelm II wystawił na najwyższym tarasie przyrządy astronomiczne zrabowane przez niemiecką ekspedycję podczas powstania bokserów w Chinach (1899–1901).  

#### Taras środkowy

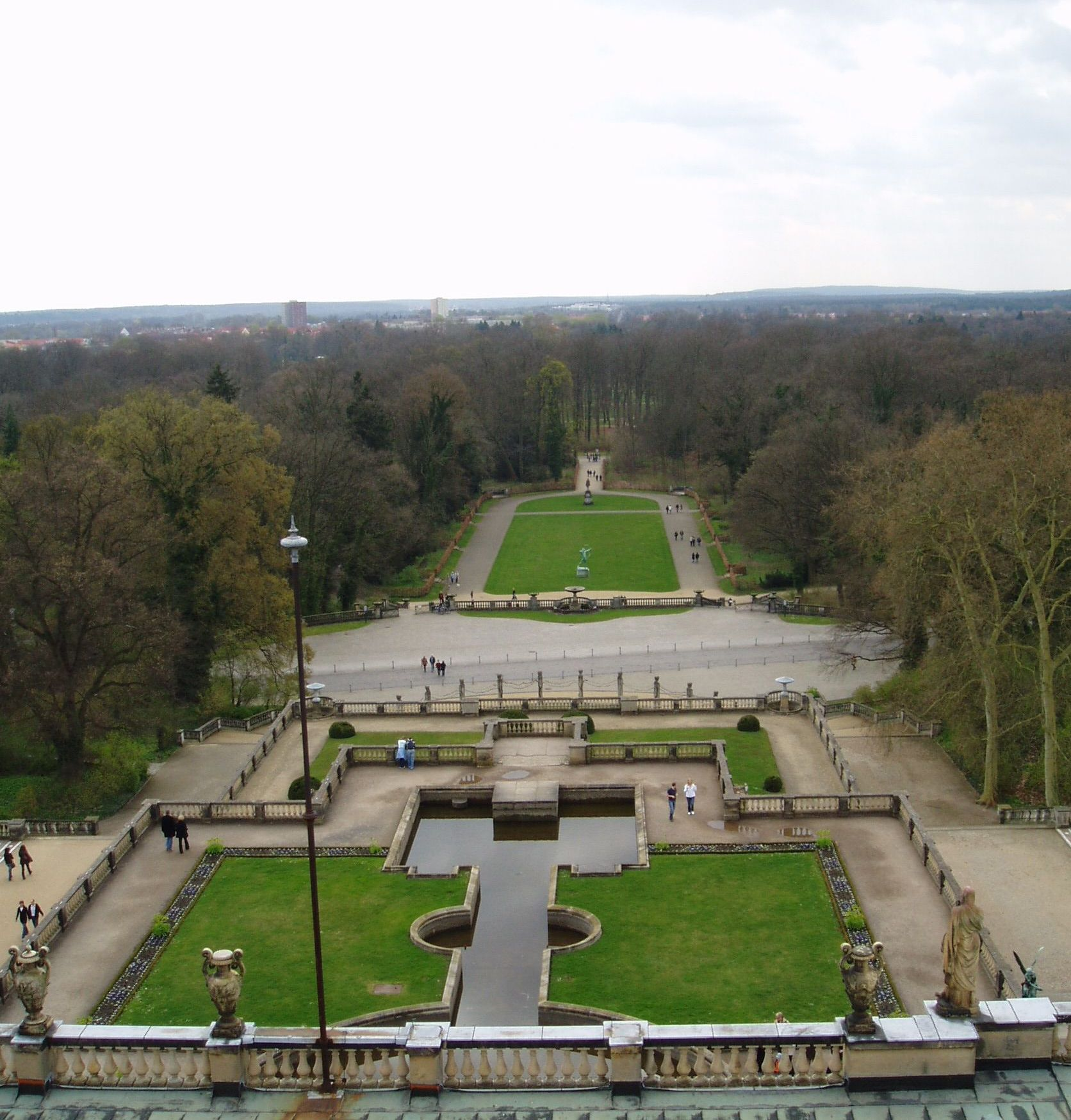
Tarasy przy Nowej Oranżerii

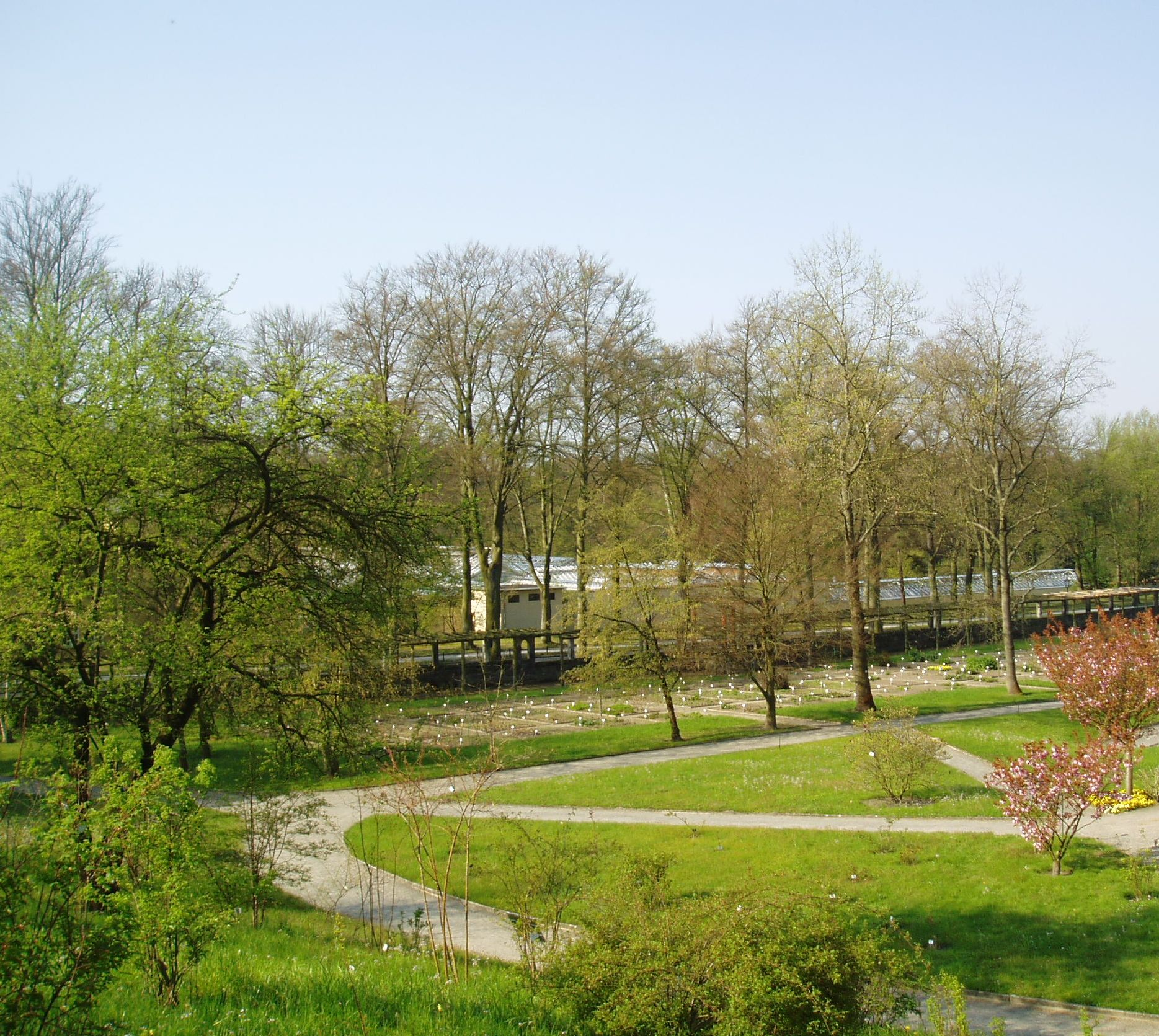
Dawny Rajski Ogród, obecnie (2008) ogród botaniczny

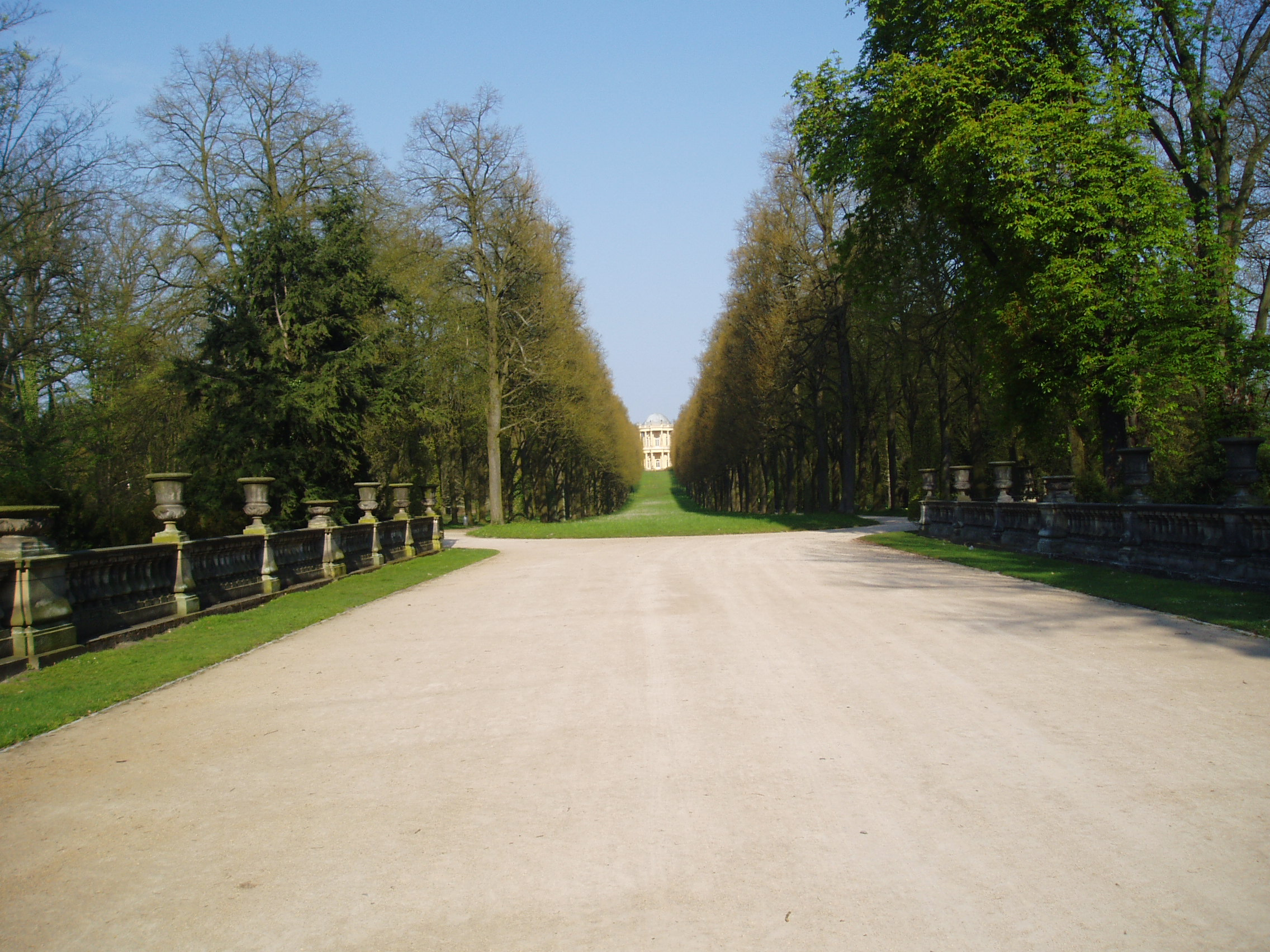
Oś widokowa w kierunku belwederu na wzgórzu Klausberg

Altany na tarasie środkowym zostały zaprojektowane przez Ferdinanda von Arnima. Mury okalające taras otrzymały nisze obramowane edykułami po stronie wschodniej i zachodniej. W niszy zachodniej stanęła galwanizowana, cynkowa figura Chłopca z dzbanem (wykonana po 1850 roku w Berlinie) oraz ozdobiony girlandami, kamienny sarkofag z 1–2 roku p.n.e. przywieziony w 1856 ze Smyrny (dzisiejszego Izmiru w Turcji). Przy źródełku przed niszą postawiono brązową figurę Trytona z muszlą autorstwa Franza Woltrecka z 1845 roku. W niszy wschodniej znalazł się drugi sarkofag ze Smyrny, posąg Najady z dzbanem, wykonany w odlewni Kahlego, według modelu Christiana Daniela Raucha z 1839, oraz cynkowa kopia Trytona. Na stronie południowej umieszczono niszę w formie apsydy ze źródełkiem tryskającym z paszczy lwa. Na trawnikach po stronie wschodniej i zachodniej od schodów ustawiono wysokie na 2,55 m białe wazy ozdobione winogronami, liśćmi i głowami Bachusa. Modele waz sporządził Friedrich Wilhelm Dankberg według projektu Ludwiga Ferdinanda Hessego. Wazy zostały odlane z cynku w warsztacie Simeona Pierre’s Devarannego w 1862 roku.

#### Taras dolny
Na tarasie dolnym, symetrycznie do waz z tarasu środkowego, rozmieszczono półkoliste, kamienne eksedry. Półokrągła dolna część schodów napotyka tu na Aleję Morwową przecinającą eliptyczny Taras Jubileuszowy, założony w 1910–1913. Taras został zaprojektowany przez dyrektora ogrodów Heinricha Zeiningera z okazji 25-lecia rządów cesarza Wilhelma II. Za tarasem rozciąga się na południu w kierunku fryderycjańskiej części parku Sanssouci trawiasty hipodrom, tzw. Nowa Część (niem. Neue Stück).
Półokrągły parter z kanałem wodnym ogranicza czternaście wapiennych herm przedstawiających bogów antycznych, połączonych festonem z winorośli. Hermy zostały wykonane w stylu neoklasycystycznym w 1928 roku przez Ericha Geiselera i zastąpiły dawne rzeźby z piaskowca z czasów Wilhelma I.
Mur ograniczający taras otrzymał nisze wodne w formie apsyd, których wnętrza zostały ozdobione kamiennymi płaskorzeźbami oraz brązowymi wodotryskami w formie wilczych głów.

### Ogrody sąsiadujące
By upiększyć areały bezpośrednio graniczące z tarasami oranżerii, Peter Joseph Lenné sporządził plany Rajskiego Ogrodu (niem. Paradeisgärt’l lub Paradiesgärtlein) na zachodzie oraz Ogrodu Nordyckiego (niem. Nordischer Garten) na wschodzie. Rajski Ogród (2,5 ha) urządzono w 1841 roku na życzenie Fryderyka Wilhelma IV w stylu włoskiego ogrodu użytkowego. Hermann Sello na zlecenie Lennégo posadził południowe rośliny użytkowe. Między 1841 a 1848 rokiem wzniesiono atrium, zaprojektowane przez Ludwiga Persiusa według szkiców monarchy oraz pergolę wzdłuż muru do Alei Morwowej. W 1846 wybudowano schody wodne projektu Ludwiga Ferdinanda Hessego. Rajski Ogród jest obecnie częścią ogrodu botanicznego Uniwersytetu w Poczdamie.
Po zburzeniu starej oranżerii i szklarni z czasów Fryderyka Wielkiego w części wschodniej powstał Ogród Nordycki (1860–1861). Na południe od niego, po przeciwnej stronie Alei Morwowej, znajduje się założony w 1856 Ogród Sycylijski (niem. Sizilianischer Garten) (2,5 ha). W Ogrodzie Nordyckim dominują wiecznie zielone rośliny iglaste a w Ogrodzie Sycylijskim roślinność śródziemnomorska, m.in. palmy. W związku z projektem Höhenstraße, wcześniejsze plany budowy nimfeum i domu zajezdnego na terenie Ogrodu Nordyckiego zostały zarzucone.
Przebudowa terenu sąsiadującego od zachodu, pomiędzy oranżerią a belwederem na wzgórzu Klausberg, nie doczekała się realizacji. Od czasów fryderycjańskich istniała tu czterorzędowa Aleja Topolowa prowadząca od belwederu na wschodzie do sadu i winnicy na stoku południowym. Hermann Sello powiększył powierzchnię ogrodu w 1827, sadząc nowe drzewa owocowe, a Carl Fintelmann dobudował w 1850 roku kolejny taras poniżej Pawilonu Smoków. Projekt Höhenstraßen przewidywał tu budowę wiaduktu z punktem widokowym i kaskadą wodną po stronie południowej. Teren miał zostać obsadzony topolami włoskimi i wiązami, by nadać mu włoski charakter. Prace na stoku południowym podjęto dopiero w latach 1895–1905 za panowania cesarza Wilhelma II, kiedy monarcha zlecił budowę trzech długich oraz kilku mniejszych szklarni z ogrzewaniem bazującym na gorącej wodzie i parze. Zmiany krajobrazowe na terenie 85 mórg, tzw. projekt Drachenberg przeprowadzono pomiędzy 1902 a 1908 rokiem. Projekt został powierzony dyrektorowi ogrodów królewskich Gustavowi Adolfowi Fintelmannowi, który w 1904 roku zlecił prowadzenie prac głównemu ogrodnikowi Georgowi Potente. Potente usunął fryderycjańskie topole i wyznaczył na linii wschód-zachód dwie równoległe aleje lipowe, obsadzone lipami krymskimi. W ten sposób powstała oś widokowa pomiędzy gmachem oranżerii a belwederem na wzgórz Klausberg. Nad przebiegającą wzdłuż Rajskiego Ogrodu drogą Kronprinzenweg, w latach 1905–1906 przerzucono szeroki most. Po obydwu stronach alei lipowych urządzono krajobraz północny z łąkami obsadzonymi kwiatami kwitnącymi wczesną wiosną, grupami drzew liściastych i iglastych oraz głazami narzutowymi. Tereny te zaczęły podupadać po 1945 roku. Długa szklarnia została wywieziona do ZSRR w ramach reparacji wojennych, a pozostałe budynki zostały rozebrane. Ogród Potentego zaczął dziczeć. Pierwsze prace renowacyjne podjęto w 1986 roku. Po zjednoczeniu Niemiec, w latach 1996–1997 przywrócono tej części krajobrazu jej dawną wilhelmińską formę.